# Sesostris-I.-Pyramide

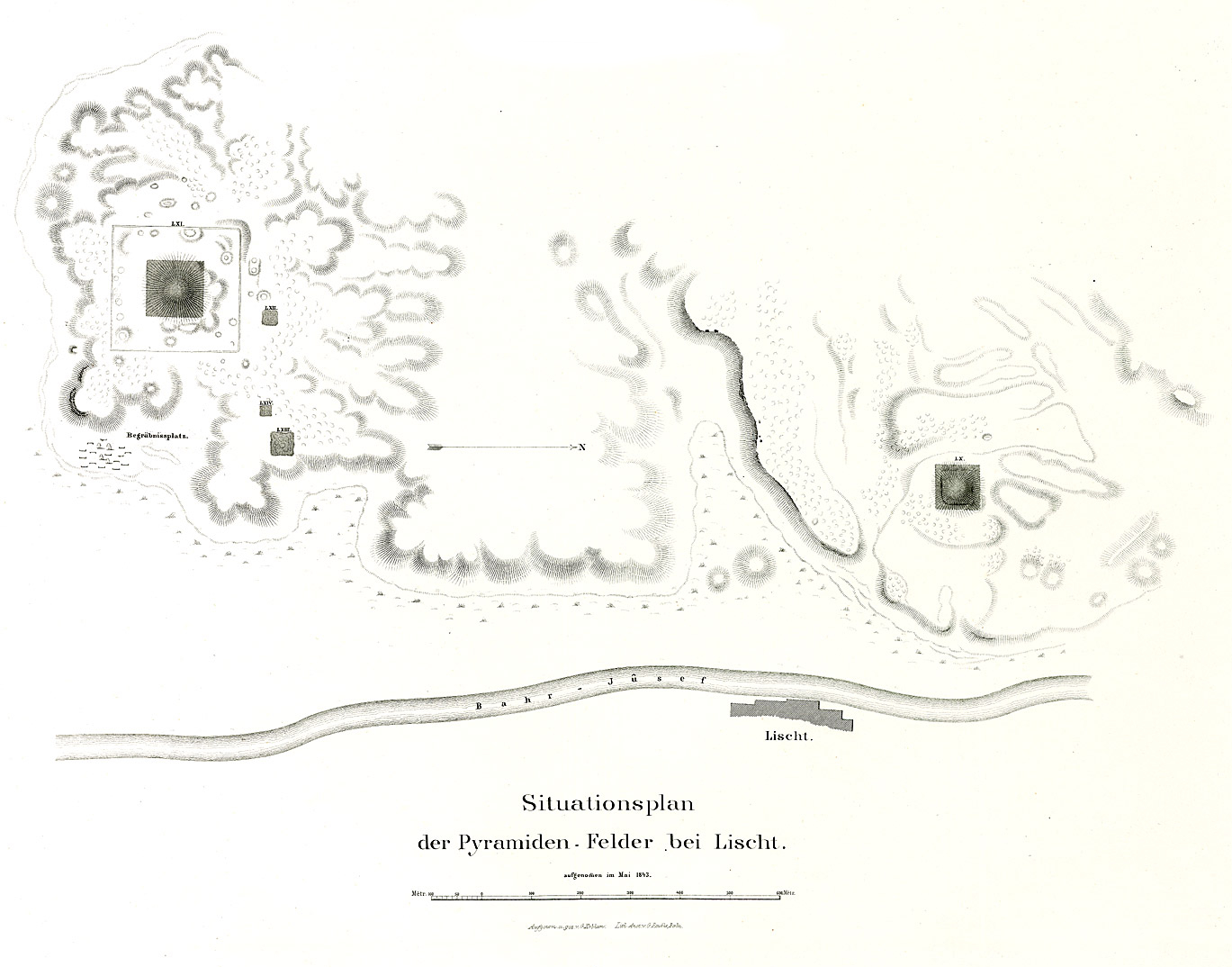
Karte der Nekropole von Lischt nach Karl Richard Lepsius (Norden ist rechts): rechts die Amenemhet-I.-Pyramide, links die Sesostris-I.-Pyramide

Die Sesostris-I.-Pyramide (mittelägyptisch Senwosret-peter-taui) ist das Grabmal des altägyptischen Königs Sesostris I. aus der 12. Dynastie im Mittleren Reich. Sie wurde zwischen dem 10. und dem 25. Regierungsjahr Sesostris’ I. (circa 1909–1894 v. Chr.) in el-Lischt, etwa 1,6 km südlich der Pyramide seines Vaters Amenemhet I. errichtet. Erste wissenschaftliche Beschreibungen des Bauwerks erfolgten Mitte des 19. Jahrhunderts. Großflächige Grabungen im Pyramidenkomplex fanden zwischen den 1890er- und 1930er-Jahren und nochmals in den 1980er- und 1990er-Jahren durch französische und US-amerikanische Forschungsteams statt. Die Grabungen erbrachten nicht nur Erkenntnisse zum ursprünglichen Aussehen der Grabanlage, sondern auch zu den Konstruktionsmethoden, zum Materialtransport und zur Arbeitsorganisation.
Die Pyramide Sesostris’ I. ist stark an Vorbilder des Alten Reichs, insbesondere der 5. und 6. Dynastie angelehnt, was vor allem an der Konzeption des Totentempels und dem Bau von Nebenpyramiden deutlich wird. Hierzu gehören neun Pyramiden für Königinnen und Königstöchter. Die meisten von ihnen sind so stark zerstört, dass heute nicht einmal die Namen der Besitzerinnen bekannt sind. Nur die Pyramide der Gemahlin des Herrschers Neferu und der Tochter Itakayt (I.) konnten mit Sicherheit identifiziert werden. Sesostris I. war der letzte altägyptische Herrscher, der eine Kultpyramide errichten ließ.
Der Grabbezirk weist einige architektonische Neuerungen auf. Hierzu zählt etwa die Gestaltung der inneren Umfassungsmauer, die in dieser Form weder vorher noch nachher verwendet wurde. Ebenso neu ist die Konstruktion des Oberbaus der königlichen Pyramide mit einer äußeren Stützkonstruktion aus Kalkstein-Streben. Die unterhalb der Pyramide gelegene Grabkammer ist nie freigelegt worden und heute vom Grundwasser überflutet. Grabräuberschächte deuten darauf hin, dass sie bereits im Altertum geplündert wurde.
Während und kurz nach der Regierungszeit von Sesostris I. entstanden im Umfeld der Pyramide mehrere große Mastaba-Gräber hoher Beamter. Im weiteren Verlauf des Mittleren Reiches und vereinzelt in der Zweiten Zwischenzeit und in der Römerzeit wurden zudem im königlichen Grabbezirk und in der Beamten-Nekropole zahlreiche einfache Schachtgräber angelegt. Für die Dritte Zwischenzeit und die Römerzeit ist außerdem durch Silos und Hausgrundrisse eine landwirtschaftliche Nutzung des Geländes nachgewiesen.

## Forschungsgeschichte

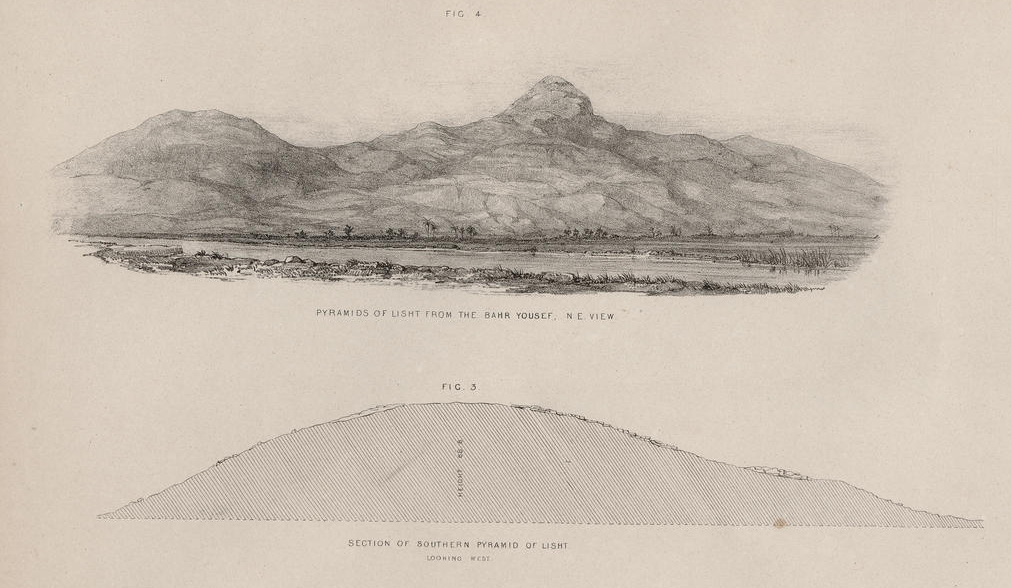
Ansicht der Pyramiden von Lischt (oben) und Schnitt durch die Sesostris-I.-Pyramide (unten) nach Perring

Eine erste Dokumentation der Pyramide führte 1839 John Shae Perring durch. Die Publikation erfolgte 1842 durch ihn selbst und durch Richard William Howard Vyse. Karl Richard Lepsius besuchte Lischt während seiner Ägypten-Expedition 1842–1846 und dokumentierte zwischen März und Mai 1843 die dortigen Ruinen. Die Sesostris-I.-Pyramide nahm er unter der Nummer LXI in seine Pyramiden-Liste auf.

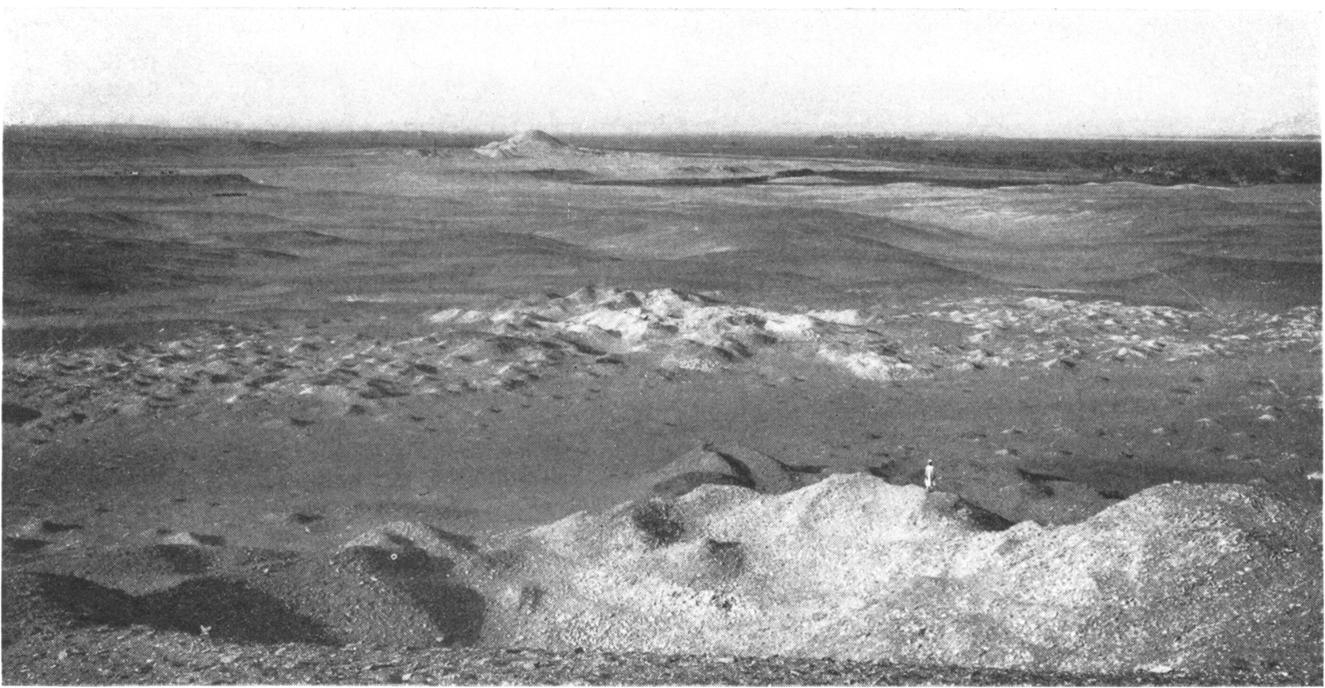
Blick von der Sesostris-I.-Pyramide auf die Amenemhet-I.-Pyramide während der Grabungen des Metropolitan Museum of Art (ca. 1908)

Gaston Maspero stieß 1882 als Erster ins Innere der Pyramide vor. Erste systematische Ausgrabungen fanden 1894/95 unter Joseph-Étienne Gautier und Gustave Jéquier statt. Zwischen 1906 und 1934 grub ein Forschungsteam des Metropolitan Museum of Art in 14 Kampagnen in Lischt. Zehn davon unter der Leitung von Albert M. Lythgoe (1907–1914) und Ambrose Lansing (1916–1918 und 1923–1934) galten der Sesostris-I.-Pyramide, wobei damals außer Vorberichten keine Publikationen erschienen. Nachgrabungen gab es zwischen 1984 und 1987 unter Dieter Arnold. Bereits 1988 veröffentlichte er die erste vollständige Grabungspublikation der königlichen Pyramidenanlage. 1992 folgte unter Mitarbeit seiner Ehefrau Dorothea Arnold und seines Sohnes Felix Arnold ein weiterer Band zum Pyramidenkomplex. Felix Arnold legte zudem 1990 einen Band zu den im Pyramidenkomplex gefundenen Arbeiter-Inschriften vor.

## Name
Eine Besonderheit der Pyramiden der 12. Dynastie ist die Verwendung unterschiedlicher Namen für verschiedene Teile des Pyramidenkomplexes. Während die Anlagen des Alten Reiches lediglich einen Namen für den gesamten königlichen Grabkomplex besaßen, hatten die Anlagen der 12. Dynastie bis zu vier Namen, welche die eigentliche Pyramide, den Totentempel, die Kultanlagen des Bezirks sowie die Pyramidenstadt bezeichneten. Für die Sesostris-I.-Pyramide sind drei Namen überliefert: Die eigentliche Pyramide trug den Namen Senweseret-peter-taui („Sesostris schaut die beiden Länder“, Ober- und Unterägypten). Der Name Chenem-isut-Cheperkare („Vereinigt sind die Stätten des Cheperkare“ [Thronname Sesostris' I.]) bezeichnete sowohl den Totentempel als auch alle anderen Kultanlagen des Bezirks. Die Pyramidenstadt trug den Namen Cha-Senweseret („Sesostris erscheint“). Für den Namen des Totentempels und der Kultanlagen ist auch die Kurzform Chenem-Isut („Vereinigt sind die Stätten“) überliefert.

## Baudetails

### Architektonische Vorbilder
Mehr noch als sein Vater Amenemhet I. griff Sesostris I. die Grabbezirke des Alten Reichs als Vorbilder für seine Pyramidenanlage auf. Vor allem der Totentempel ist sehr stark an das Schema angelehnt, das sich seit Sahure zu Beginn der 5. Dynastie etabliert hatte. In seinen Proportionen gleicht er am stärksten den Totentempeln der Teti-Pyramide und der Pepi-I.-Pyramide aus der 6. Dynastie. Sesostris I. muss bei seinen Planungen direkt auf die Anlagen des Alten Reichs zurückgegriffen haben, entweder durch Vermessungen oder noch vorhandene Konstruktionspläne. Eine mittelbare Übernahme dieser Vorbilder durch eine Anlehnung an den Totentempel seines Vaters kann ausgeschlossen werden. Dieser ist zwar fast völlig zerstört und kann im Detail nicht mehr rekonstruiert werden, jedoch ist es durch seine geringen Ausmaße nicht möglich, dass er das Raumschema eines Totentempels des Alten Reichs vollständig übernommen hat. Der Totentempel der Sesostris-I.-Pyramide darf nicht als exakte Kopie der Anlagen des Alten Reichs verstanden werden, da er einige Neuerungen aufweist, etwa die starke Reduzierung der Magazinräume im äußeren Tempelbereich und die Verwendung von Osirisstatuen.
Einen weiteren Rückgriff auf das Alte Reich stellt der Bau von Nebenpyramiden dar. Sowohl eine Kultpyramide als auch Königinnenpyramiden fehlen bei Amenemhet I. Die Kultpyramide Sesostris’ I. ist die einzige des Mittleren Reichs und zugleich die letzte, die in Ägypten errichtet wurde. Im Gegensatz zu den Anlagen des Alten Reichs weist ihr Kammersystem keinen T-förmigen Grundriss mehr auf. Durch die Neukonzeption der Totentempel und Kammersysteme im späteren Verlauf der 12. Dynastie wurden Kultpyramiden überflüssig, da ihre Funktion von anderen Teilen des Grabkomplexes übernommen wurde. Auch mit der hohen Anzahl an Königinnenpyramiden orientierte sich Sesostris I. wieder sehr stark am Alten Reich, etwa an der Pepi-I.-Pyramide, während sein Vater für seine Frauen und Töchter lediglich Schachtgräber anlegen ließ. Allerdings weicht die Konzeption des Kammersystems von den Vorbildern ab, etwa in der Orientierung der Sarkophag-Kammern. Weiterhin sind die Kultanlagen stark zurückgenommen.
Beim Aufweg lässt sich ein auffälliger Umbau feststellen. Er war zunächst sehr breit und offen konzipiert und damit wohl dem Aufweg am Totentempel des Mentuhotep II. in Deir el-Bahari nachempfunden. Später wurde er verkleinert und überdacht und damit ebenfalls Vorbildern des Alten Reichs angepasst.
Wesentliche Neuerungen lassen sich hingegen beim Oberbau der königlichen Pyramide feststellen. Wie schon die Pyramide Amenemhets I. orientiert sie sich nicht mehr an der Standard-Größe der Anlagen des Alten Reichs, sondern ist deutlich größer konzipiert als diese. Die Konstruktion des Oberbaus stellt höchstwahrscheinlich ein vollständig neues Konzept dar. Der Aufbau der Amenemhet-I.-Pyramide ist weitgehend unerforscht. Vermutlich besteht sie aus einem fünfstufigen Kern mit einer Ummantelung. Die Sesostris-I.-Pyramide besitzt hingegen eine äußere Stützkonstruktion aus Kalksteinstreben, die den Pyramidenkern umschließen. Dieses System wurde von den nachfolgenden Herrschern der 12. Dynastie übernommen.

### Chronologie der Bauarbeiten
Bei den archäologischen Untersuchungen der Pyramide wurden an zahlreichen Steinblöcken Kontrollmarken der altägyptischen Handwerker gefunden, die wertvolle Einblicke in den Verlauf der Bauarbeiten liefern. Aus bislang ungeklärten Gründen begann Sesostris I. mit dem Bau seiner Pyramide nicht sofort nach seiner Krönung zum Ko-Regenten, sondern erst nach dem Tod seines Vaters. Das früheste Datum, auf Blöcken aus den Fundamenten der Pyramide und des inneren Hofs, stammt aus dem 10. Regierungsjahr. Die Arbeiten am Fundament dauerten kontinuierlich bis ins 14. Regierungsjahr an. Ab dem 11. Regierungsjahr wurde mit der Errichtung des Pyramiden-Oberbaus begonnen. Hier sind Kontrollmarken bis zum 13. Regierungsjahr erhalten. Die Marken aus den höheren Bereichen der Pyramide dürften dem massiven Steinraub zum Opfer gefallen sein.
Merkwürdigerweise wurden auch an den Königinnenpyramiden Kontrollmarken gefunden, die bereits in das 11. und 13. Regierungsjahr datieren. Da zu dieser Zeit die Arbeiten an der Königspyramide im vollen Gange waren, erscheint es eigenartig, dass der Platz um diese herum bereits so stark verbaut worden sein soll. Felix Arnold schlug deshalb vor, dass das Baumaterial für die Königinnenpyramiden zwar bereits sehr früh beschafft worden sei, zunächst aber gelagert wurde und der eigentliche Bau erst um das 22. Regierungsjahr begann.
Die Arbeiten am Totentempel begannen sehr früh und wurden kontinuierlich bis zum Ende des gesamten Bauprojekts fortgesetzt. Datumsangaben sind aus den Regierungsjahren 11, 12, 13, 16 und 24 überliefert. Letzteres ist gleichzeitig das höchste überlieferte Datum im Pyramidenbezirk. Arbeiten am oberen Ende des Aufwegs sind für das 22. Regierungsjahr bezeugt.
Zu den Regierungsjahren 15, 17 bis 21 und 23 sind keine Datumsangaben belegt. Das höchste überlieferte Datum dürfte in etwa mit dem Ende der Bauarbeiten zusammenfallen. Die Pyramidenanlage war somit nach einer etwa 14 bis 15 Jahre dauernden Bauzeit um das 25. Regierungsjahr Sesostris’ I. und damit 20 Jahre vor seinem Tod vollendet.
Dank der recht hohen Anzahl der gefundenen Datumsangaben lässt sich neben dem Verlauf der Arbeiten auch deren Intensität im Jahresverlauf rekonstruieren. Datumsangaben sind für alle zwölf Monate überliefert. Besonders viele Angaben stammen aus dem 3. und 4. Monat der Überschwemmungsjahreszeit (Achet) sowie vom dritten Monat des Winters (Peret) bis zum dritten Monat des Sommers (Schemu). Dies legt nahe, dass in diesen Monaten besonders intensiv gearbeitet wurde. In den Monaten vor und nach der Überschwemmung waren viele Arbeitskräfte in der Landwirtschaft gebunden.

### Steinbrüche, Transport und Konstruktionsmethoden
Wichtigstes Baumaterial für alle Teile des Pyramidenkomplexes war lokaler Kalkstein. Die Steinbrüche hierfür lagen an den Hängen südlich, südöstlich und südwestlich des Plateaus, auf dem die Pyramide errichtet wurde. Tura-Kalkstein für die Verkleidung der Pyramiden und für die Tempelwände sowie Granit wurden per Schiff angeliefert. Der Transport zur Baustelle erfolgte auf befestigten Straßen, die aus einer auf dem Felsboden verlegten, mit einer Schicht aus Gips und Kalksteinbruch bedeckten Holzkonstruktion bestanden. Diese Wege liefen aus allen vier Himmelsrichtungen auf die Baustelle zu. Südlich der Pyramide wurde zudem eine Rampe angelegt, um Kalksteinblöcke von den Steinbrüchen über die Steilhänge zur Baustelle zu transportieren.
An mehreren Stellen des Komplexes wurden Werkplätze zur Steinbearbeitung gefunden. Kennzeichen dafür waren große Mengen von Kalksteinbruch beziehungsweise Granitstaub, Werkzeugen sowie Stroh, das höchstwahrscheinlich von Schatten spendenden, mit Matten abgedeckten Pfostenkonstruktionen stammte. Werkplätze für die Kalksteinbearbeitung wurden westlich, nordwestlich und nordöstlich der äußeren Umfassungsmauer gefunden, Werkplätze für die Granitbearbeitung nördlich der äußeren Umfassungsmauer und nördlich der Königinnenpyramide 9. Im nordöstlichen Bereich des äußeren Hofs wurde ein Werkplatz entdeckt, auf dem beide Gesteinsarten bearbeitet wurden. Ein weiterer Werkplatz südlich der Mastaba des Imhotep stand wohl mit dem Bau der privaten Grabanlagen in Zusammenhang und nicht mit der königlichen Pyramide.
Auch die Reste mehrerer Baurampen wurden entdeckt. An der Ostseite der Königinnenpyramide 3 wurden die Reste von zwei parallel verlaufenden Mauern gefunden, die in süd-nördlicher Richtung auf die königliche Pyramide zulaufen. Sie sind jeweils 1,40 m breit und bilden einen Zwischenraum von etwa 3,50 m, womit die gesamte Konstruktion knapp 6,50 m breit war. Die Mauern ließen sich bis zu einer Entfernung von 51 m von der Pyramide verfolgen. Bei einer Steigung von 10 bis 15 Prozent konnte somit eine Höhe zwischen 12 und 18 m erreicht werden. 3 m westlich wurde eine dritte, nur unvollständig erhaltene Mauer entdeckt, die vielleicht zu einer Erweiterungsphase der Rampe gehörte, mit der eine größere Höhe erreicht wurde. Reste einer von Westen auf das Zentrum der Pyramide zulaufenden Rampe wurden im Westteil des äußeren Hofs sowie an der Westseite der inneren Umfassungsmauer gefunden, aber nur unzureichend dokumentiert. Nördlich der Königinnenpyramide 9 wurden Reste einer möglichen weiteren kleinen Rampe entdeckt, die jedoch nicht zur königlichen Pyramide führte. Ihr tatsächlicher Zweck ist unklar.
Aus all diesen Befunden lässt sich ableiten, dass der lokale Kalkstein bevorzugt von Süden und Westen zur Baustelle gelangte und dort großflächig bearbeitet und verbaut wurde. Tura-Kalkstein gelangte über einen Kai direkt von Osten her, etwa entlang des Aufwegs zur Baustelle. Granit wurde weiter nördlich entladen, durch ein Wadi in südwestlicher Richtung zur Baustelle transportiert und anschließend in größerem Umfang nördlich der Pyramide sowie in kleinerem Umfang im nordöstlichen äußeren Hof bearbeitet. Ziegel dürften hauptsächlich von Osten oder Nordosten herangeschafft worden sein.

### Am Bau beteiligte Beamte

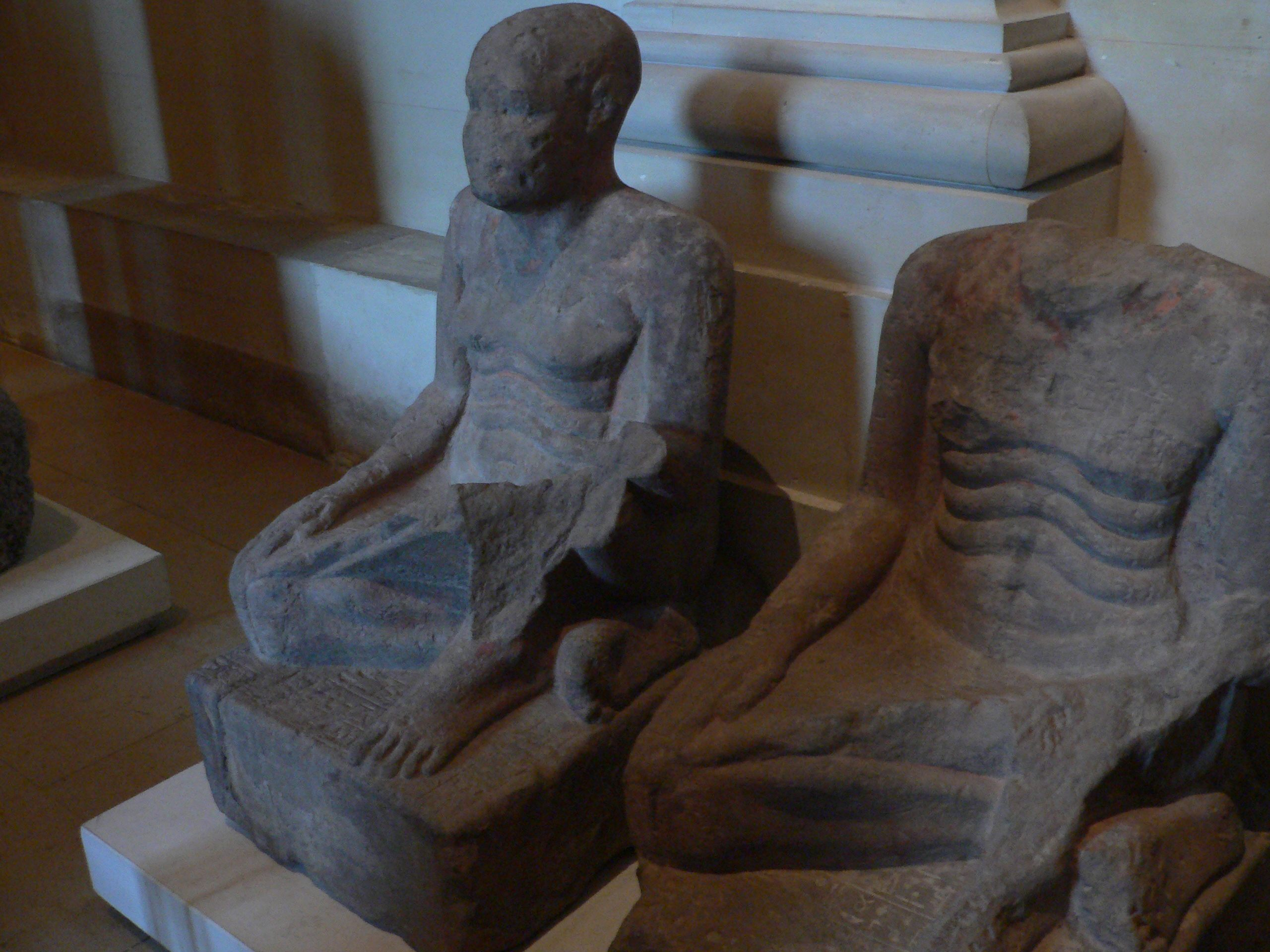
Statue des Mentuhotep, möglicher Bauleiter der Sesostris-I.-Pyramide

Als Architekt und Bauleiter der Sesostris-I.-Pyramide kommen mehrere Personen infrage. Diese Ämter waren im Ägyptischen durch den Titel Imi-ra kat-nebet net nesu („Vorsteher aller Arbeiten des Königs“) gekennzeichnet. Der wahrscheinlichste Kandidat dürfte Mentuhotep gewesen sein, der weiterhin das Amt eines Schatzmeisters bekleidete und ein großes Mastaba-Grab neben der königlichen Pyramide besitzt. Mentuhotep ist außerdem durch mehrere Statuen aus dem Amun-Tempel in Karnak sowie durch eine Stele aus Abydos bezeugt. Diese Funde legen nahe, dass sein architektonischer Arbeitsschwerpunkt in Oberägypten lag, was eine Verantwortlichkeit für den Bau der Sesostris-I.-Pyramide aber nicht ausschließt.
Daneben gab es zwei weitere „Vorsteher aller Arbeiten des Königs“, die aber deutlich schlechter belegt sind. Der erste war Hornacht, der durch eine Scheintür im Museo Egizio in Turin bezeugt ist. Er kann allgemein in die erste Hälfte der 12. Dynastie datiert werden. Der zweite war Nebit, der durch eine Stele im Ägyptischen Museum in Kairo bezeugt ist. Auch er lässt sich nicht genauer datieren. Ein zusätzlicher möglicher Kandidat ist Samonth, der die Titel „Aktenschreiber des Königs“ und „Vorsteher aller Arbeiten im ganzen Land“ trug. Auf einer im British Museum in London befindlichen Stele ist seine Autobiografie überliefert, der zu entnehmen ist, dass er unter der Herrschaft von Amenemhet I. geboren wurde und unter Sesostris I. und Amenemhet II. Karriere machte. Wann genau er welches Amt antrat und welche Aufgaben damit einhergingen, lässt sich dem Text hingegen nicht entnehmen.
Ein hoher Beamter namens Sesostrisanch, der ein großes Mastaba-Grab nordöstlich des Totentempels besaß, wird durch seine Titel als oberster Handwerker ausgewiesen. Nach Dieter Arnold dürfte auch er eine wichtige Rolle bei der Planung der königlichen Pyramide gespielt haben. Möglicherweise war er verantwortlich für die ungewöhnliche Gestaltung der inneren Umfassungsmauer.
Weiterhin sind aus der Regierungszeit Sesostris’ I. zwei „Truppenvorsteher“ (Imi-ra mescha) bekannt, die für den Materialtransport verantwortlich waren. Einer von ihnen war Heqaib, der außerdem den Titel „Vorsteher der Arbeiten im ganzen Land“ trug. Er ist durch eine Felsinschrift im Wadi Hammamat bezeugt, der zu entnehmen ist, dass er eine 5000 Mann starke Truppe in die dortigen Steinbrüche führte. Als ein zweiter Truppenvorsteher wird ein Cheti auf einer Kontrollinschrift an der Sesostris-I.-Pyramide genannt.

## Die Pyramide

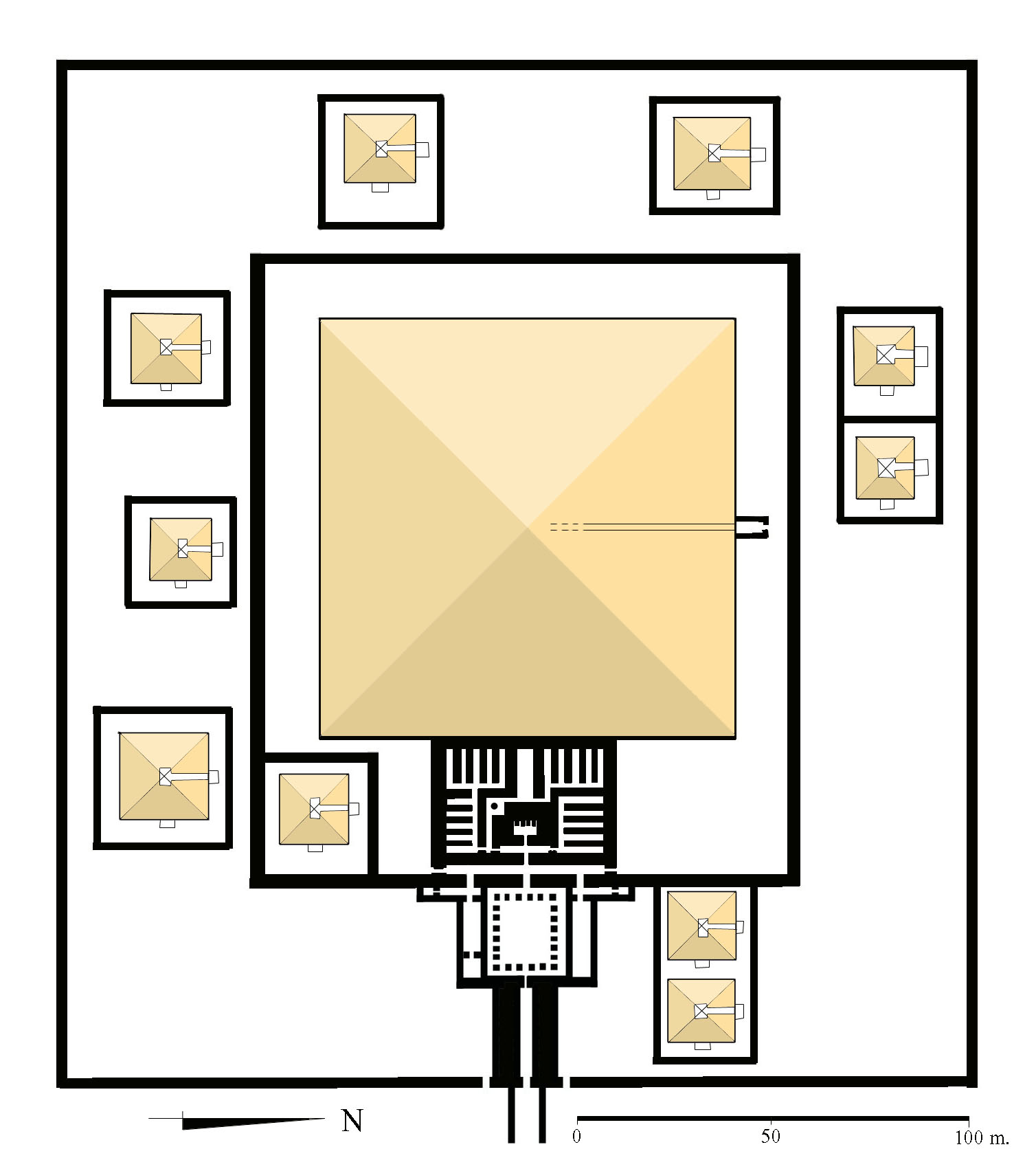
Plan der Pyramidenanlage

### Der Oberbau

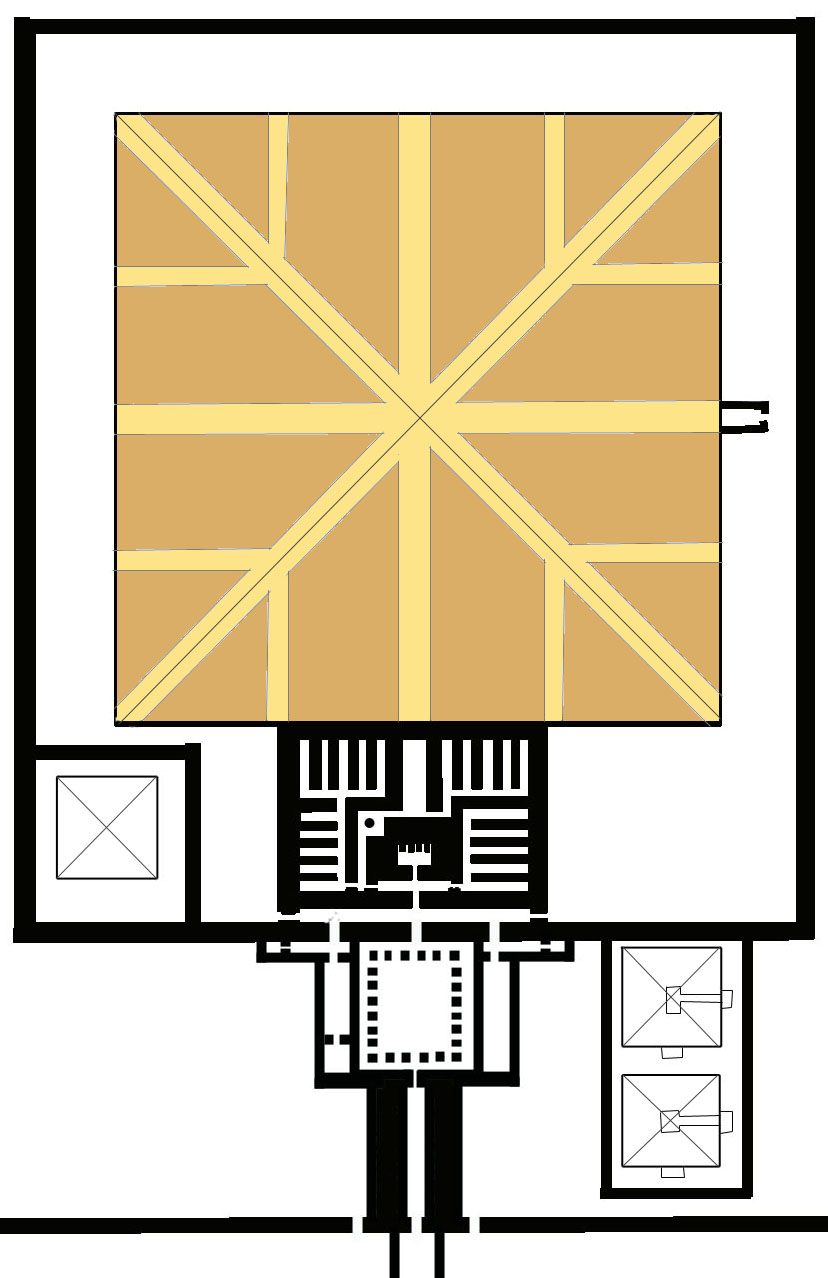
Prinzip des steinernen Außenskeletts der Pyramide. Die Grabungen Dieter Arnolds haben sieben statt drei Streben auf jeder Pyramidenseite ergeben.

Die Pyramide hat eine geplante Seitenlänge von 200 Ellen (105 m), ist aber, wohl durch einen Messfehler, tatsächlich 22 cm breiter. Ihre Böschung beträgt sechs Handbreit pro Elle (49° 24′). Die ursprüngliche Höhe betrug demnach 116 Ellen (61,25 m). Heute erreicht die Ruine lediglich eine Höhe von 23 m. Die Verkleidungssteine sind im unteren Bereich des Baus noch zahlreich erhalten, teilweise in bis zu acht Lagen. Die Zerstörung der Pyramide erfolgte damit von oben nach unten.
Als Baugrund für die Pyramide diente der flache Wüstenboden. An einigen Stellen wurden Unebenheiten durch Steinblöcke ausgeglichen. Möglicherweise war um die Pyramide herum ein Graben zur Verankerung des Verkleidungsmauerwerks ausgehoben worden. Einen solchen meinte die Expedition des Metropolitan Museums 1933 gefunden zu haben. Dieter Arnold konnte das bei seinen Nachuntersuchungen nicht bestätigen. Messungen an den Pyramidenecken und am Eingang ergaben Höhenunterschiede von bis zu 15 cm – ein Hinweis darauf, dass sich Mauerwerk gesenkt hatte.
Für den Pyramidenkern wurde eine neue Konstruktionsweise verwendet: Als stützender Rahmen wurde ein Skelett aus steinernen Streben errichtet. Davon verlaufen vier entlang der Pyramidenkanten. Jeweils sieben weitere Streben verlaufen senkrecht entlang der Seitenflächen. Als Material für die Streben diente grob behauener lokaler Kalkstein. Ihre Dicke beträgt zwischen 3 und 5 Ellen (zwischen 1,575 und 2,625 m). Als Füllmaterial für den Kern diente ein Gemisch aus meist unbehauenen lokalen Kalksteinplatten, Sand und Mörtel. Die Außenhaut der Verfüllung wurde schließlich durch eine weitere Schicht Mörtel zusätzlich stabilisiert.
Die Verkleidungssteine waren aus feinem weißen Kalkstein gefertigt und durch Holzklammern miteinander verbunden. Zahlreiche dieser Klammern wurden, teils in situ, bei den Untersuchungen von Dieter Arnold gefunden. Sie waren mit Eigen- und Thronnamen von Sesostris I. beschriftet. Als Folge der Senkung des Mauerwerks hatten an den Verkleidungsblöcken zahlreiche Ausbesserungen vorgenommen werden müssen.

### Gründungsdepots
Vermutlich unter allen vier Ecken der Pyramide wurden vor dem Baubeginn Gründungsdepots angelegt. Drei davon wurden 1932 durch die Expedition des Metropolitan Museum an der Südost-, der Südwest- und der Nordwestecke ausgegraben. Eine Untersuchung der Nordostecke wurde durch zu starke Schuttansammlungen verhindert.
Die Gründungsgruben befinden sich etwa 3 m von der Außenkante der Pyramide entfernt, haben einen Durchmesser von etwa 2 m und eine Tiefe von etwa 2 m. Die Beigaben sind in allen drei Fällen praktisch identisch: Die Gruben enthielten jeweils fünf Tafeln aus (Zedern)-Holz, Alabaster, Kupfer, einer Metalllegierung und Fayence, den Schädel, einige Rippen und den Humerus eines Stiers, zwei Skelette von Enten oder Gänsen sowie zahlreiche Keramikgefäße (rundbödige Schalen, Schalen mit Standfuß, spitzbödige Flaschen und in einem Fall ein Sieb). Der Inhalt der beiden südlichen Depots befindet sich heute im Besitz des Metropolitan Museums, der des nordwestlichen im Ägyptischen Museum in Kairo.
Weitere Depots wurden offenbar nach der Errichtung der Pyramide direkt an den Außenseiten ihrer Ecken angelegt. Es handelt sich um durch das bereits verlegte Hofpflaster gegrabene Gruben, von denen nur die südöstliche genauer rekonstruiert werden kann. Sie war rechteckig, 0,6 m lang, 0,7 m breit und 1,6 m tief. Ihre Wände waren mit ungebrannten Lehmziegeln verkleidet und sie war mit einer Steinplatte verschlossen. Die Wände waren durch Regenwasser stark zerstört. An Beigaben wurden lediglich bescheidene Reste eines Rinderschädels gefunden. Die beiden anderen ergrabenen Depots wurden geplündert vorgefunden. Das südwestliche enthielt Reste eines Rinderschädels und fragmentierte Keramik, das nordwestliche einen einzelnen Rinderzahn.

### Die Nordkapelle

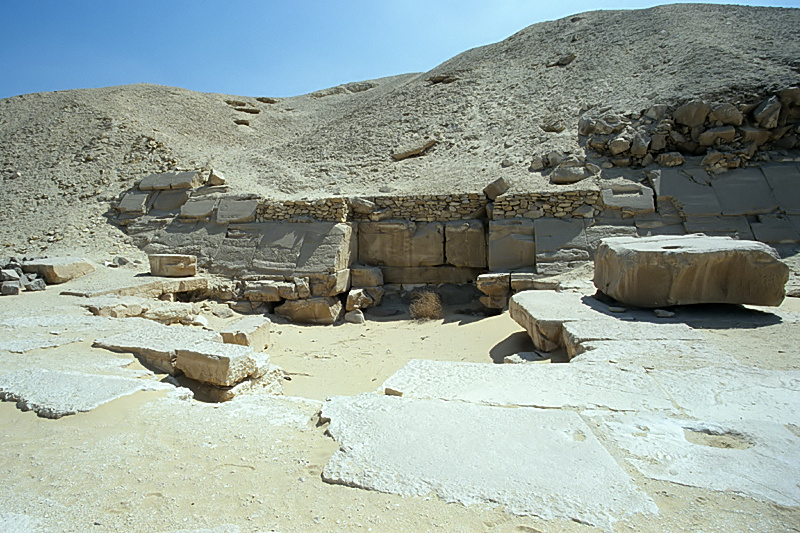
Die Nordkapelle in ihrem heutigen Zustand

Für die Nordkapelle wurde bei der Errichtung des Pyramidenoberbaus exakt in der Mitte der Nordseite eine Nische freigelassen. Der von dort nach unten führende Gang ist allerdings um 0,5 m nach Westen verschoben, so dass auch die Kapelle entsprechend versetzt werden musste. Von dieser wurden bei den Grabungen zwischen 1932 und 1934 nur noch Reste gefunden. Die Nordkapelle wurde offenbar relativ rasch nach ihrer Errichtung wieder abgerissen, möglicherweise von Grabräubern bei ihrem Eindringen ins Pyramiden-Innere. Keiner der Steine der Kapelle wurde in situ vorgefunden, zahlreiche Bruchstücke lagen westlich des Pyramideneingangs. Der Rest eines Verbindungssteins zwischen Pyramidenkörper und Kapelle erlaubt den Schluss, dass Letztere auf einem etwa 1,2 m hohen Sockel errichtet worden war. Die Ausmaße des Bauwerks können nur grob geschätzt werden. Aufgrund der Nische im Pyramidenkörper kann ihre Breite relativ sicher mit etwa 10 Ellen (5,25 m) rekonstruiert werden, ihre Tiefe dürfte ebenfalls 10 Ellen betragen haben und die Wände waren innen wohl etwa 7 Ellen (3,675 m) hoch. Die Außenwände der Kapelle waren unverziert, die Innenwände mit bemalten, erhabenen Reliefs verziert. Die zwei einzigen erhaltenen Blöcke der Nordseite zeigen Szenen von Tierschlachtungen, bekrönt von einem Cheker-Fries. Die Ost- und die Westwand zeigten jeweils das Mundöffnungsritual und eine Opferliste. Die Südwand wurde größtenteils von einer Stele aus Alabaster eingenommen, die auf jeder Seite durch Prozessionen von je dreimal drei Göttern flankiert wurde, welche wegen des schlechten Erhaltungszustandes der gefundenen Bruchstücke nicht mehr identifiziert werden können. Von der Decke haben sich Reste einer Sternen-Dekoration erhalten. Das Dach besaß wohl zwei Wasserabflüsse in Form von liegenden Löwen, von denen einer zum Teil erhalten ist.

### Das Kammersystem
Neben dem eigentlichen planmäßigen Kammersystem sind bei der Sesostris-I.-Pyramide Reste einer offenen Baugrube erhalten, welche während der Arbeiten an den unterirdischen Kammern genutzt und nach deren Fertigstellung mit Sand zugeschüttet wurde. Diese Grube beginnt 35,4 m vor der Nordwand der Pyramide und hat eine Breite von 5,30 m. Wegen Einsturzgefahr konnte sie bislang nur unzureichend erforscht werden. Ihr Boden war gepflastert mit Ziegeln, die auf dem anstehenden Gestein aufsaßen und Treppenstufen bildeten. Darauf lagen zusätzlich Holzplanken, die starke Abnutzungsspuren aufwiesen. Möglicherweise war diese Treppenkonstruktion bereits eine fortgeschrittene Bauphase und anfänglich wurde lediglich der anstehende Boden genutzt.
Nach den unterirdischen Kammern wurde der absteigende Korridor errichtet. Er beginnt 1,75 m vor der Nordseite der Pyramide und ist mit 25° Gefälle etwas steiler als die Baugrube. Anfänglich konnte das obere Ende der Grube noch für den Materialtransport verwendet werden. Ihr Neigungswinkel wurde hierfür durch eine Sandfüllung verringert. Als Lauffläche dienten Holzplanken, die mit kleinen Kalksteinplatten und einer Schicht getrocknetem Schlamm gedeckt waren.
Der absteigende Korridor ist mit Granitblöcken verkleidet, die an den Wänden etwa 1,5 m (etwa 3 Ellen) breit und wohl 2 Ellen hoch sind. Die Bodenblöcke haben eine Länge von etwa 4 m, eine Dicke von etwa 0,75 m und wiegen jeweils etwa 8 t. Etwa mittig in die Bodenblöcke sind im Abstand von rund 5 m neun oder zehn Kalksteinplatten eingelassen und mit Gips befestigt. Ihre Oberfläche ist stark erodiert. Die Breite des Korridors beträgt 11 Handbreit (0,825 m). Er verläuft nicht exakt in Nord-Süd-Richtung, sondern weicht deutlich nach Südosten ab. Der Eingangsbereich war mit einer Reihe von sechs oder sieben schweren Granitblöcken verschlossen. Der äußerste hatte eine Länge von 8,5 m und eine Masse von über 20 t, ist aber von Grabräubern zerbrochen worden. Auch die folgenden Blockiersteine weisen Beschädigungen auf.
Unmittelbar westlich des Eingangs befindet sich ein Grabräubertunnel. Nach dem rasch wieder eingestellten Versuch, den ersten Blockierstein zu durchbrechen, wurde zunächst versucht, diesen zu umgehen. Hierzu wurde ein 2,5 m langer Tunnel in den weicheren Kalkstein getrieben und dann nach Osten gegraben, in der Hoffnung, den Blockierstein umgangen zu haben. Stattdessen stießen die Räuber auf den zweiten Blockierstein. Sie gruben nun an diesem entlang bis zu einer Länge von insgesamt 13 m weiter durch den Kalkstein. An dieser Stelle begann jedoch die Granitverkleidung des Korridors. Da aber dort ebenfalls der dritte Blockierstein begann und dieser am oberen Ende eine Beschädigung aufwies, konnten die Grabräuber eine Bresche schlagen und sich auf die andere Seite des Korridors durchmeißeln. Dort mussten sie feststellen, dass der Korridor auf allen Seiten von Granit ummantelt war. Die Grabungsarbeiten wurden daher – jetzt von zwei Seiten – von außen entlang der Korridorverkleidung fortgesetzt. Offenbar geschah dies bis hinab zur Grabkammer, denn bei den Grabungen Masperos wurden 1882 in dem kleinen Hohlraum zwischen dem 2. oder 3. Blockierstein die Reste des offenbar erfolgreichen Raubzugs gefunden. Hierzu gehörten Teile von Holzkästchen, zerbrochene Alabastergefäße, Bruchstücke von vier Kanopenkrügen sowie eine goldene Dolchscheide. Die Kanopenkrüge befinden sich heute im Ägyptischen Museum in Kairo (Inv.-Nr. CG 4001-4004 und 5006-5018). Das Schicksal der anderen Fundstücke ist unklar. Ein weiterer Grabräubertunnel an der Südseite der Pyramide konnte bis zu einer Länge von 35 m verfolgt werden. Ob auch dieser die Grabkammer erreicht hatte, ist unbekannt.
Den ersten wissenschaftlichen Versuch, in die Grabkammer vorzudringen, unternahm Maspero 1882. Hierzu ließ er alle Blockiersteine entfernen, wurde aber nach einer Strecke von 30 m von eindringendem Grundwasser gestoppt. Erneute Versuche bei den Untersuchungen des Metropolitan Museums 1934 und 1984 scheiterten ebenfalls am Grundwasser. Die Grabkammer bleibt daher bis auf weiteres unerforscht. Dieter Arnold vermutet sie in einer Tiefe zwischen 22 und 25 m. Wegen des nach Südosten abknickenden Korridors ist ein Kammersystem ähnlich denen der 5. Dynastie zu erwarten: Der Korridor dürfte also zunächst in eine Vorkammer münden, von der westlich die Grabkammer abzweigt, die genau unter der Pyramidenspitze liegt. Der königliche Sarkophag besteht vermutlich aus Granit, denn bei den Nachuntersuchungen Arnolds wurde im Korridor ein halbrundes Granit-Bruchstück gefunden, bei dem es sich wohl um eine abgeschlagene Bosse des Sarkophag-Deckels handelt.

## Der Pyramidenkomplex

### Taltempel und Aufweg

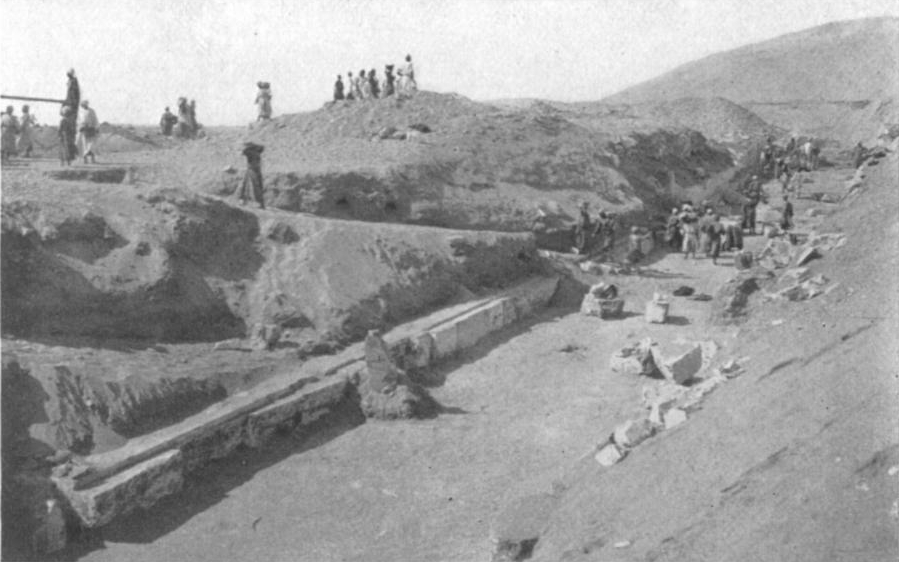
Freilegung des Aufwegs während der Grabungssaison 1908/09

Der Taltempel der Sesostris-I.-Pyramide ist bislang weder ausgegraben noch genau lokalisiert worden. Er wird unter den Sanddünen nördlich des islamischen Friedhofs von Saudiya (ehemals al-Maharraqa) vermutet. An dieser Stelle wurden 1985 und 1986 zwei Testgrabungen durchgeführt, wobei lediglich zerstörte römerzeitliche Gräber direkt unter der Oberfläche gefunden wurden. Grabungen in tieferen Schichten fanden bislang nicht statt.
Der Aufweg wurde 1895 von Joseph-Étienne Gautier an seinem westlichen Ende und zwischen 1907 und 1909 erneut durch das Team des Metropolitan Museum auf einer Länge von etwa 100 m ergraben. Weiter östlich wurden einige Probegrabungen unternommen, die jedoch nicht näher dokumentiert wurden. Bei seinen Nachgrabungen in den 1980er-Jahren musste Dieter Arnold feststellen, dass beträchtliche Teile des ergrabenen Aufwegs in der Zwischenzeit durch Steinraub stark zerstört worden waren, so dass er für die Rekonstruktion der Anlage stellenweise nur auf alte Fotografien zurückgreifen konnte.
Im Gegensatz zum Rest des Pyramidenkomplexes war der Aufweg in seiner ursprünglichen Konzeption nicht den memphitischen Pyramidenanlagen des Alten Reiches nachempfunden, sondern dem Totentempel des Mentuhotep II. in Deir el-Bahari. Er war zunächst 10 Ellen (5,25 m) breit und offen. In einer zweiten Bauphase wurde er allerdings den Vorbildern des Alten Reichs angeglichen. Für die Anbringung eines Dachs aus Kalksteinbalken, für die der ursprüngliche Entwurf zu breit gewesen wäre, wurde an den Wänden eine zweite Steinschicht angebracht, wodurch sich die Breite des Aufwegs halbierte. Die Wände waren mit einem Winkel von etwa 88° leicht nach innen geneigt. Von der inneren Wandschicht ist auf dem ergrabenen Stück des Aufwegs heute nichts mehr erhalten, sie ist ausschließlich durch die Fotografien der ursprünglichen Grabungen dokumentiert. Die einstige Höhe des Aufwegs kann nur geschätzt werden. Dieter Arnold nimmt als Minimum etwa 6 Ellen (3,15 m) Innenhöhe und 8 Ellen (4,20 m) Dachhöhe an. Ob die Wände des Aufwegs dekoriert waren, lässt sich nicht mehr feststellen, da bei den wenigen gefundenen Fragmenten nicht klar ist, ob sie ursprünglich von dort stammen oder aus dem Totentempel verlagert wurden.
Im Abstand von 10 Ellen waren in der Wand paarweise Nischen freigelassen worden, in denen Statuen des Königs aufgestellt waren. Sie waren in Löcher eingelassen, die durch den Bodenbelag gemeißelt worden waren und bis zu einer Füllschicht aus Geröll reichten. Insgesamt sind neun Nischenpaare bekannt. Von dort stammen wahrscheinlich sechs von den Knien aufwärts erhaltene Statuen, die von Gautier in einem Grabschacht an der Nordostecke des inneren Hofes des Pyramidenkomplexes gefunden wurden und die sich heute im Ägyptischen Museum in Kairo befinden (Inv.-Nr. CG 397–402). Zwei weitere Statuen wurden am Aufweg bei den Grabungen des Metropolitan Museum gefunden und befinden sich heute in New York (Inv.-Nr. MMA 08.200.1 und 09.180.529). Hinzu kommen Fragmente einer weiteren Statue sowie drei Basen und zwei untere Hälften weiterer Statuen, die in situ verblieben.
Bei allen Bildnissen handelt es sich um sogenannte Osiris-Statuen, die den König in Mumiengestalt zeigen. Die etwa lebensgroßen Statuen aus Kalkstein hatten nach Dieter Arnolds Rekonstruktion eine Gesamthöhe von etwa 239 cm. Den Unterteil bildete ein 28 cm hohes Podest. Hierauf standen, gestützt an einen Rückenpfeiler, die in ein Mumiengewand gehüllten Bildnisse des Königs. Er hält die Arme auf der Brust gekreuzt und trägt einen langen Zeremonialbart. Auf dem Kopf ruht eine Krone und zwar bei den nördlichen Figuren die rote Krone Unterägyptens und bei den südlichen die weiße Krone Oberägyptens. Die Bemalung der Statuen war bei ihrem Auffinden noch gut erhalten, ist mittlerweile aber stark verblasst. Die Statuenbasen und die Rückenpfeiler waren in rosa gehalten, das Rosengranit imitieren sollte. Die Gesichter waren rotbraun bemalt und die Kronen weiß beziehungsweise rot.
Unmittelbar westlich der dritten südlichen Statuennische befindet sich ein Türdurchgang in der Wand des Aufwegs. Die Existenz von zwei Löchern für den Türzapfen belegt, dass der Durchgang bereits im ursprünglichen Baukonzept vorgesehen war und bei der Umgestaltung versetzt wurde. Ein nördliches Pendant zu diesem Durchgang existiert nicht.
Nördlich und südlich des eigentlichen Aufwegs befinden sich zwei weitere, 12 Ellen (6,30 m) breite Wege, die von Ziegelmauern begrenzt werden. Etwa 20 Ellen (10,50 m) vor der äußeren Umfassungsmauer knicken die Mauern ab und erweitern die Wege zu kleinen Höfen, von denen der nördliche eine Breite von 30 Ellen (15,75 m, tatsächlich gemessen 15,60 m) und der südliche eine vermutliche Breite von 35 Ellen (18,375 m) hat. Der Aufweg endet an drei Toren: Das mittlere führt in die Eingangshalle des Totentempels, die beiden äußeren führen von den beiden kleinen Vorhöfen in den äußeren Hof des Pyramidenkomplexes.

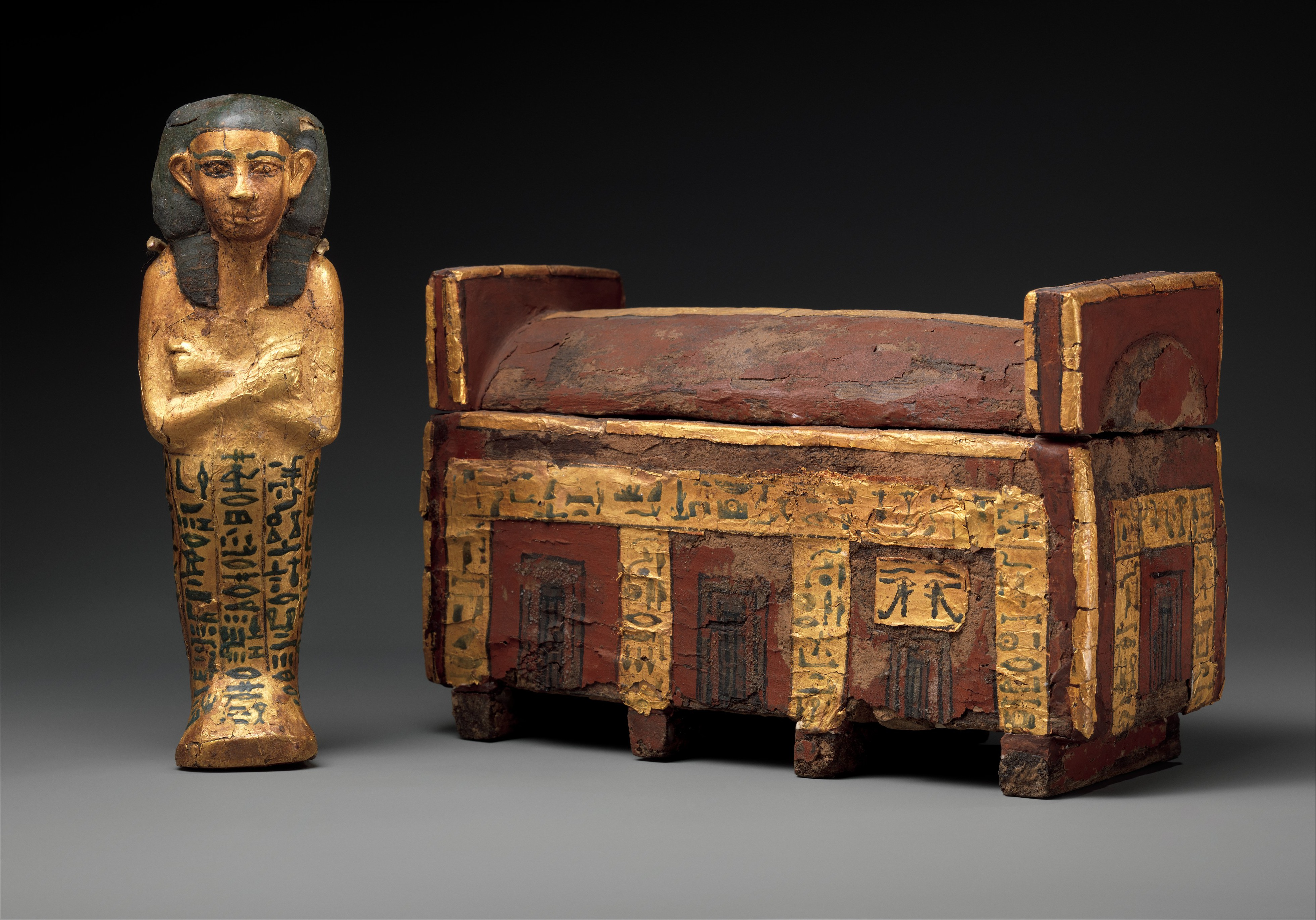
Modellsarg und Uschebti des Wahneferhotep

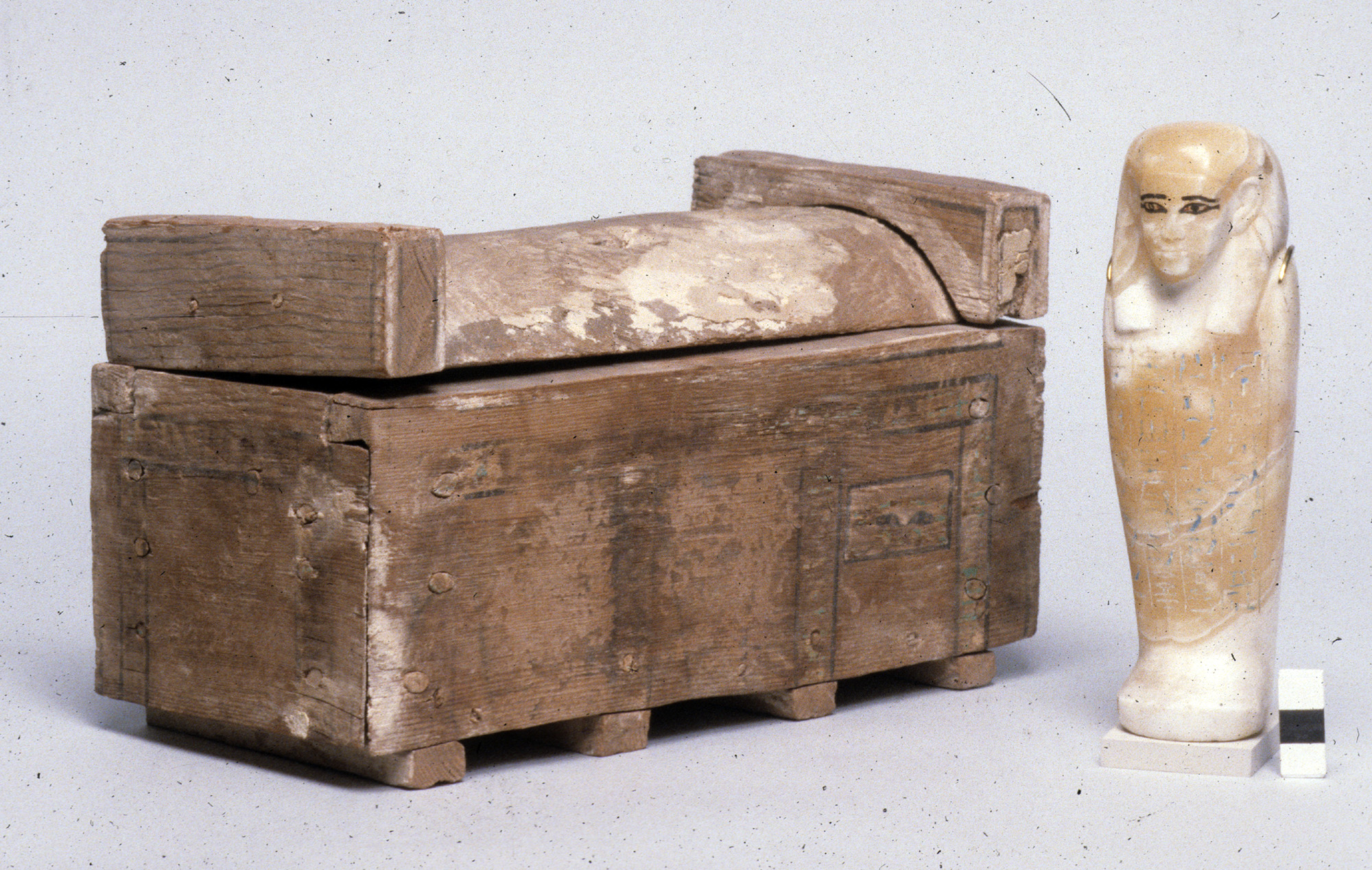
Modellsarg und Uschebti des Bener

Im nördlichen Vorhof wurden zahlreiche Befunde festgestellt. In der Mitte seiner Ostmauer befindet sich ein 60 × 60 cm großer Hohlraum von unbekannter Funktion. Vielleicht diente er der Aufnahme von magischen Schutzobjekten für das königliche Begräbnis. Die südliche Hälfte des Vorhofs war ursprünglich eine Grube, durch die möglicherweise eine Baustraße oder -rampe führte, wie der Fund einer für solche Konstruktionen üblichen Holzplanke belegt. Später wurde sie in mehreren Schichten mit Kalksteinschutt, Erde und Schlamm verfüllt. Für die Nordostecke des Hofes wurde eine mehrphasige Nutzung festgestellt. Bruchstücke von Diorit in der ältesten Schicht belegen, dass dieser Bereich zuerst als Steinmetz-Werkstätte benutzt wurde, vielleicht zur Herstellung von Statuetten, Steingefäßen oder Kanopenkästen. Später wurde der Bereich mit einer Schicht aus Schlamm überzogen und darauf ein Becken errichtet, in dem Gips aufbereitet wurde. Neben Gipsresten wurden hier einige hölzerne Werkzeuge gefunden. Nachdem auch diese Werkstätte aufgegeben worden war, wurde an gleicher Stelle ein kleiner Ziegelbau errichtet, der nur aus einem Raum besteht und einen Abfluss in der Ostwand aufweist. Wegen seiner geringen Größe kommt als einziger möglicher Verwendungszweck der als Reinigungsraum für Priester in Frage. Da der nördliche Vorhof keine Verbindung zum königlichen Totentempel aufweist, dürfte er nicht von königlichen Totenpriestern benutzt worden sein, sondern eher von den Priestern der Königinnenpyramiden. Westlich des Reinigungsraums wurden zwei Modellbegräbnisse von Beamten namens Bener und Wahneferhotep gefunden. Sie bestanden aus zwei Holzsärgen von 28 cm beziehungsweise 24 cm Länge, in denen in Leinen gewickelte Uschebtis aus Kalzit oder aus goldüberzogenem Holz lagen. Als Beigaben befanden sich neben den Särgen Keramiktöpfe. Letztere erlauben eine Datierung des Begräbnisses des Bener in die späte 12. oder frühe 13. und dem des Wahneferhotep in die fortgeschrittene 13. Dynastie oder in spätere Zeit. Alle Funde befinden sich heute im Metropolitan Museum in New York. Zwei weitere kleine, nur sehr grob gefertigte Holzkisten wurden südlich des Reinigungsraums entdeckt, von den Ausgräbern allerdings nicht aufbewahrt.
Der gesamte Bereich südlich des Aufwegs ist bislang weitgehend unerforscht, der Bereich nördlich wurde hingegen 1984–1985 ergraben (siehe unten).

### Die äußere Umfassungsmauer und der äußere Hof
Die äußere Begrenzung des Pyramidenkomplexes bildete eine rechteckige, gipsüberzogene Ziegelmauer mit einer nord-südlichen Länge von 485 Ellen (254,624 m) und einer ost-westlichen Länge von 440 Ellen (231 m). Von ihr sind heute nur die Fundamente erhalten, bei den Grabungen des Metropolitan Museums Anfang des 20. Jahrhunderts waren noch bis zu 1 m hohe Reste an der Mündung des Aufwegs erhalten. Die Fundamente haben eine Dicke von 3,10 m, die eigentliche Mauer hatte eine Dicke von 5 Ellen (2,625 m). In ihrer Form ähnelte sie der Kalksteinmauer der inneren Umfassungsmauer, besaß also schräge Wände und eine abgerundete Krone. Neigungswinkel und ursprüngliche Höhe können nicht genau bestimmt werden. Durch Vergleiche mit der inneren Mauer kann die Höhe aber auf mindestens 10 Ellen (5,25 m) geschätzt werden.
Bei den Grabungen Gautiers sowie bei Nachuntersuchungen durch Dieter Arnold 1988 wurden an der Südostecke der Umfassungsmauer mehrere Umbauten festgestellt: 12 m außerhalb der Südseite entdeckte Gautier die nur 2,40 m breiten Fundamente einer Vorläufermauer. In Richtung Westen konnte er sie auf einer Länge von 10 m verfolgen. Arnolds Grabungen ergaben, dass diese Mauer auf Höhe der östlichen Umfassungsmauer nach Norden abknickt und auf diese zuläuft. Sie verläuft zunächst auf einer Länge von 13,75 m. Anschließend folgt eine Lücke von 2,20 m Breite. Hierauf folgt ein weiterer Mauerabschnitt, der bereits nach 1 m unter der Südostecke der endgültigen Umfassungsmauer verschwindet und mindestens weitere 17 m unter ihr verläuft. In einer zweiten Bauphase wurden die Ausmaße der Umfassungsmauer reduziert und gleichzeitig ihre Dicke verstärkt. Es entstand eine 5 Ellen (2,625 m) breite Mauer, die zunächst mit der Schlussphase der östlichen Umfassungsmauer identisch ist, aber bereits 39 m nördlich der heutigen Südostecke nach Westen abknickt. In diese Richtung verläuft sie zunächst 14 m. Weitere 16 m lässt sich ein Fundamentgraben ohne Steineinbauten verfolgen. Diese letztlich aufgegebene Mauer war wohl nicht als eigentliche Südseite der Umfassungsmauer geplant, sondern führte zu einer unbekannten Struktur in der Südostecke des Hofes. In einer letzten Bauphase entstand schließlich eine südliche Fortsetzung der zweiten Mauer, welche den endgültigen südöstlichen Abschnitt der Umfassungsmauer darstellt.
Die Breite des äußeren Hofs beträgt auf allen vier Seiten 90 Ellen (47,25 m). Den Zugang ermöglichen zwei Tore von den beiden Vorhöfen der äußeren Aufwege. Ausgrabungen des Metropolitan Museums Anfang des 20. Jahrhunderts in der Nordostecke des Hofes erbrachten keine Spuren einer Pflasterung. Wahrscheinlich diente der zerkleinerte, bei der Begradigung des Geländes angefallene Schutt selbst als Laufhorizont.

#### Depots
Im äußeren Hof wurden insgesamt zehn Deponierungsgruben entdeckt. Die größte befindet sich nahe dem Eingang der ursprünglichen Baugrube für das Kammersystem der königlichen Pyramide, wird aber auch teilweise von der Umfassungsmauer der Königinnenpyramide 7 verdeckt. Es ist daher nicht ganz sicher, zu welchem der beiden Bauprojekte das Depot gehört, Dieter Arnold vermutet eher die Baugrube. Das Depot hat einen runden Querschnitt mit einem Durchmesser von etwa 2,5 m und eine Tiefe von 5,35 m. Der Inhalt der Grube waren 33 Keramikgefäße (flache und halbkugelige rundbödige Schalen, flache und halbkugelige Schalen mit Standfuß, Töpfe), ein Feuerstein-Gerät und vier zerbrochene Ziegel.
Die anderen neun Depots liegen alle an der südlichen Außenseite der inneren Umfassungsmauer. Bei sieben davon scheint es sich um Depots für die Königinnenpyramiden der Neferu und der Itakayt zu handeln (siehe dort). Die Gruben 1 und 2 gehören hingegen offenbar unmittelbar zur königlichen Pyramide. Die westlichste, Grube 1, enthielt 22 große Töpfe, ebenso viele hölzerne Tragestangen und Reste von Siegelabdrücken aus Schlamm. Ablagerungen in den Töpfen belegen, dass sie zum Transport von Bier verwendet wurden. Weitere Funde aus Grube 1 sind eine Flasche und zwei Opfer- oder Räucherständer, die alle wohl als späteres Füllmaterial und nicht als Beigaben in die Grube gelangten. In Grube 2 wurde lediglich ein Topf gefunden, der identisch mit denen aus Grube 1 ist.

#### Die Statuengrube
Zwischen dem nordwestlichen Ende des äußeren Totentempels und der südlichen Umfassungsmauer der Königinnenpyramide 8 entdeckte Gautier 1884 in einer abgedeckten Grube nebeneinander stehend zehn hervorragend erhaltene Sitzstatuen von Sesostris I. aus Kalkstein. Heute befinden sich die Stücke im Ägyptischen Museum in Kairo (Inv.-Nr. CG 411-420). Alle zehn Statuen sind weitgehend identisch ausgeführt und unterscheiden sich nur in Details. Sie haben jeweils eine Höhe von 194 cm und zeigen den König auf einem Thron sitzend. Er trägt einen Schurz, einen bis zur Brust reichenden Zeremonialbart und ein plissiertes Nemes-Kopftuch mit einer Uräusschlange auf der Stirn. Die linke Hand hat er flach auf den Oberschenkel gelegt, in der rechten, zur Faust geballten Hand hält er ein gefaltetes Tuch. Auf allen Statuen haben sich Reste der Bemalung erhalten. Auf den Seiten des Throns sind Reliefs mit Nilgottheiten beziehungsweise mit Horus und Seth angebracht, die symbolisch die beiden Länder Ober- und Unterägypten vereinen.
Unklar ist, wo und in welchem Zeitraum die Statuen ursprünglich aufgestellt waren. Die verbreitetste Ansicht ist, dass sie ursprünglich im Ambulatorium des säulenumstandenen Hofs gestanden haben und während der Zweiten Zwischenzeit versteckt wurden. Gegen beides wurden von Dieter Arnold gewichtige Einwände erhoben. Da die Osiris-Statuen des Aufwegs nicht ebenerdig aufgestellt, sondern in flache Gruben eingelassen wurden, müsste für die Sitzfiguren Gleiches zu erwarten sein. Jedoch fanden sich im Hof keinerlei Spuren solcher Gruben. Als alternative Standorte zieht Arnold die Eingangshalle, die Querhalle und die äußeren Magazinräume des Totentempels in Betracht. Am plausibelsten erscheint ihm die Möglichkeit, dass die Sitzfiguren zum ursprünglichen Bauprogramm des Aufwegs gehörten und in der zweiten Bauphase durch die Osiris-Statuen ersetzt wurden. Dies würde den ausgezeichneten Erhaltungszustand der Bildnisse erklären, der eher zu einer Deponierung kurz nach ihrer Erschaffung als zu einer mehrhundertjährigen Aufstellung passt.

#### Gräber und Schächte
Im näheren und weiteren Umfeld der königlichen Pyramide wurden mehrere hundert einfache Gräber angelegt. Während der innere Hof hiervon unangetastet blieb, wurden allein im äußeren Hof 198 Gräber entdeckt. Nach den Keramikfunden und anderen Beigaben zu urteilen, stammen die meisten aus dem Mittleren Reich. Ab der Zweiten Zwischenzeit wurde el-Lischt auch als Privatfriedhof weitgehend aufgegeben und erst in der Römerzeit wurden wieder einige bescheidene Flachgräber angelegt.
Von besonderer Bedeutung ist das Schachtgrab der Anchti (Schacht 7/12), da es als einziges Privatgrab im äußeren Hof unberaubt geblieben ist. Sein Eingang wird zum Teil von der Umfassungsmauer der Königinnenpyramide 5 verdeckt, sie wurde also offenbar erst nach dem Grab errichtet. Das Grab wurde 1932 von der Expedition des Metropolitan Museums entdeckt. Es besteht aus einem einfach gearbeiteten 5 m tiefen Schacht und einer grob nach Süden orientierten Nische zur Aufnahme des Sargs. Dieser war rechteckig, aus Zedernholz und von außen und innen bemalt und beschriftet. Der Leichnam der Anchti, einer etwa 65 bis 70 Jahre alten Frau, war mumifiziert und mit in Öl getränkten Bandagen umwickelt. Das Gesicht bedeckte eine Maske aus Leinen, bemaltem Gips und hölzernen Ohren. Um den Hals trug die Tote einen aus Perlen gefertigten Halskragen. Weitere Beigaben im Sarg waren ein kupferner oder bronzener Spiegel, eine Kopfstütze und eine Hes-Vase, beide aus Zedernholz. Außerhalb des Sarges wurden 13 Keramikgefäße (ein Teller, mehrere Schalen und Töpfe) gefunden. Die meisten Beigaben der Toten und die Hälfte der Keramik befinden sich heute im Metropolitan Museum, der Aufenthaltsort des Sarges ist unbekannt.
Auch in anderen Gräbern wurden einzelne Reste von Mumienausstattungen und Beigaben gefunden. Häufig waren dies Perlen von Halskrägen und Armbändern sowie Keramikgefäße, aber auch Opfertafeln und Fragmente von Statuen und Modellen. Einen besonderen Fund stellt ein sogenanntes Zaubermesser dar, das sich heute im Besitz des Metropolitan Museums befindet (Inv.-Nr. 08.200.19).
Weitere wichtige Funde stammen aus dem Schachtgrab in Schacht 21/44, von Gautier ursprünglich französisch „Puit A“ beziehungsweise englisch „Pit A“ („Grube A“) genannt. Es liegt im mittleren Bereich des südlichen äußeren Hofs, nahe der äußeren Umfassungsmauer. Es besteht aus einem senkrechten Schacht, einem nach Süden führenden waagerechten Gang und einem weiteren nach unten führenden Tunnel, der in die ursprüngliche Grabkammer führt. Über diese ist nichts bekannt, da der obere Gang für ein sekundäres Begräbnis verwendet und der Schacht dadurch blockiert wurde. Dieses Begräbnis fand dem gefundenen Sarkophag nach in der Ptolemäer- oder Römerzeit statt. Für die Verkleidung von Boden, Wänden und Decke des Grabes wurde altes Material aus der Umgebung verwendet, darunter 13 Opfertafeln von Priesterinnen der 12. Dynastie.
Ebenfalls von Bedeutung ist Schacht 31-32/6, wohl Teil eines aufgegebenen Grabes. Hier fand Gautier 1895 sechs Osirsstatuen Sesostris' I., die ursprünglich zum Aufweg der Pyramide gehörten.

#### Häuser
Bei ihren Grabungen zu Beginn des 20. Jahrhunderts entdeckte die Expedition des Metropolitan Museums die Reste von insgesamt fünf Häusern im äußeren Hof des Pyramidenkomplexes. Eines befindet sich im südwestlichen Bereich, westlich der Königinnenpyramide 3. Es wurde aus Lehmziegeln errichtet und misst im Grundriss 8,5 × 9,0 m. Der Eingang ist nach Süden ausgerichtet und führt in einen kleinen Hof, an dessen Ostseite sich zwei Räume anschließen. Nach Arnold dürfte es ins Mittlere Reich datieren und vielleicht als Unterkunft für Wachen oder anderes Personal gedient haben. Im Haus befindet sich außerdem ein (Grab?)-Schacht, dessen zeitliche Stellung aber unbekannt ist.
Ein zweites Haus liegt im westlichen Bereich des Hofes. Es besteht ebenfalls aus Ziegeln und bildet eine unregelmäßige Struktur aus wenigstens drei Hauptbereichen, von denen der westliche einige zusätzliche Trennwände aufweist. Auch sind seine Wände dicker, was nahelegt, dass er als einziger der Bereiche ein Dach besaß. Da es auf dem gleichen Bodenniveau errichtet wurde wie die benachbarte Königinnenpyramide 4 dürfte es etwa zeitgleich entstanden sein. Die Ziegel sind sehr sorglos verlegt, weswegen Arnold vermutet, dass der Bau als zeitweilige Unterkunft für Handwerker oder Wachen während des Pyramidenbaus diente.
Südöstlich des Tempels wurde entweder direkt an der Innen- oder der Außenseite der äußeren Umfassungsmauer ein Gipsarbeiterhaus entdeckt, das vermutlich mit Beginn der Nutzung des Pyramidenkomplexes als private Nekropole entstanden war. Das Haus besteht aus lediglich einem rechteckigen Raum, an den eine Grube angrenzt, in der Gips, zerbrochene Keramikgefäße und hölzerne Werkzeuge gefunden wurden.
Zwei weitere Häuser wurden aufgrund von Keramik- und Glasfunden in die römische Zeit datiert. Das erste lag in der Nähe der Kultpyramide und war auf den Trümmern ihrer südlichen Umfassungsmauer errichtet worden. Es maß wenigstens 20 × 20 m und war von unregelmäßiger Form. Drei Räume ließen sich ausmachen, von denen der östlichste unterirdische Vorratskammern besaß. Das zweite Haus befand sich auf den Trümmern der Nordostecke der inneren Umfassungsmauer. Bei beiden Häusern handelte es wahrscheinlich um landwirtschaftliche Gebäude.

#### Silos

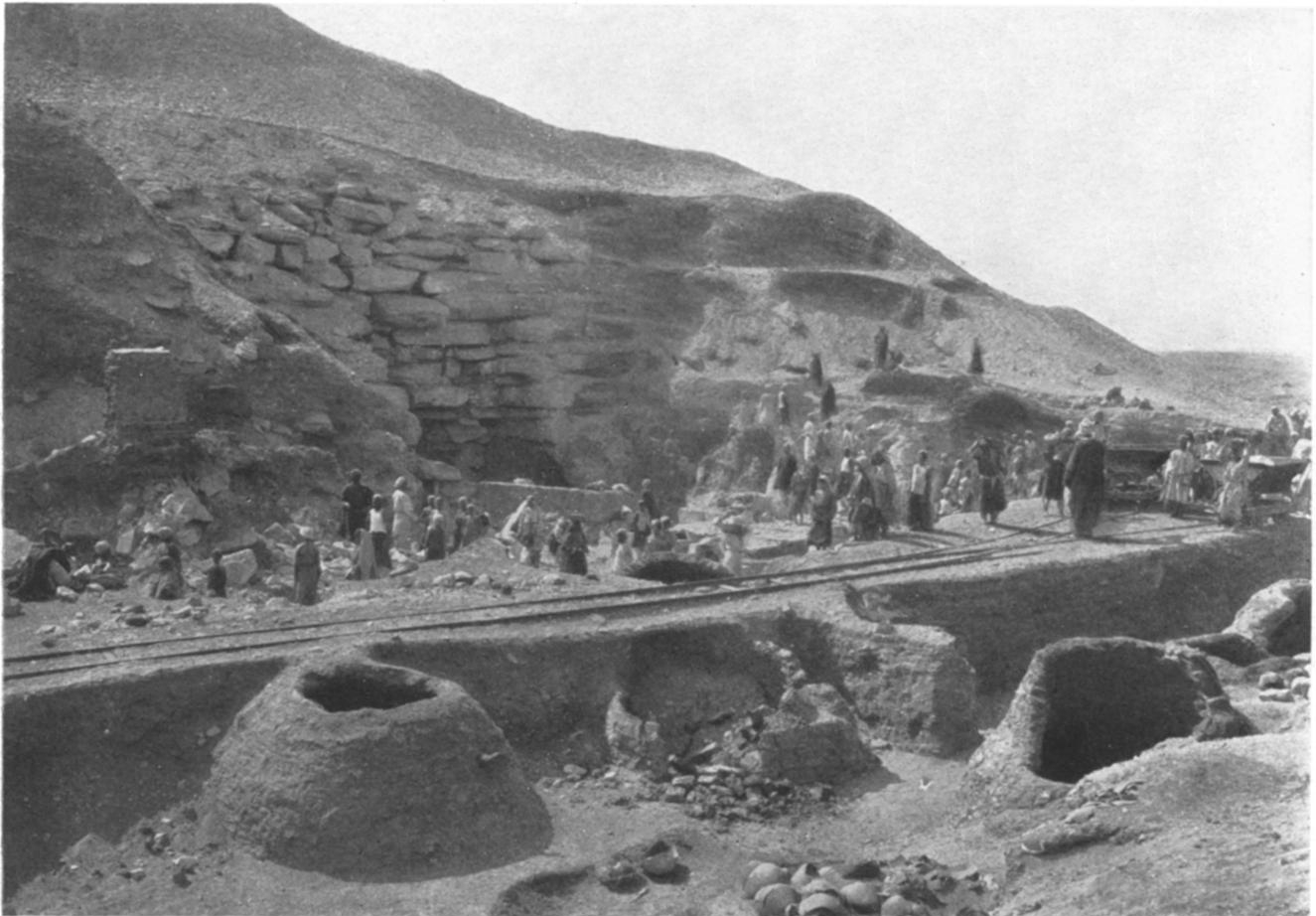
Bienenkorbförmige Silos am Eingangsbereich der Amenemhet-I.-Pyramide. Vergleichbare, aber schlechter erhaltene Anlagen wurden im äußeren Hof der Sesostris-I.-Pyramide entdeckt

In den Trümmern an der Südostecke der königlichen Pyramide und entlang der Nordseite der Königinnenpyramide der Itakayt wurden zwischen 1918 und 1934 dreißig bienenkorbförmige Silos aus Lehmziegeln entdeckt. Sie wurden in den Schutt der eingestürzten Pyramide eingegraben und bestehen aus mehreren Lagen Ziegelringen, die sich nach oben kuppelförmig verjüngen. Die Öffnung an der Spitze war mit einer Steinplatte verschlossen. In keinem der Silos wurden Reste der ursprünglich eingelagerten Güter gefunden. Mindestens drei von ihnen waren später als Gräber umfunktioniert worden. Die Entstehungszeit der Silos ist unsicher; der frühestmögliche Zeitpunkt liegt in der 18. Dynastie, da in dieser Zeit die Zerstörung der Pyramide erfolgte. Vergleiche mit ganz ähnlichen, etwas besser zu datierenden Anlagen im Pyramidenkomplex Amenemhets I. im Norden von Lischt legen eine Entstehung während der 22. Dynastie nahe.

#### Die Bootsgrube
Südlich der Umfassungsmauer von Königinnenpyramide 5 wurde 1924 eine ost-westlich ausgerichtete Bootsgrube entdeckt, jedoch nicht als solche erkannt und nur unzureichend dokumentiert. Arnold konnte bei seiner Nachuntersuchung nur einen Krater feststellen. In der Grube wurden ein Schachtgrab sowie mehrere Gegenstände gefunden, bei denen allerdings nicht ganz klar ist, ob es sich um Beigaben aus dem Grab handelt. Bei den Gegenständen handelt es sich um kleine Fayencefiguren, die Frauen, eine Kuh, einen Hund, eine Katze und verschiedene Früchte darstellen, sowie um einen Keulenkopf, eine Augeneinlage von einem Sarg und mehrere Perlen.

### Der Totentempel

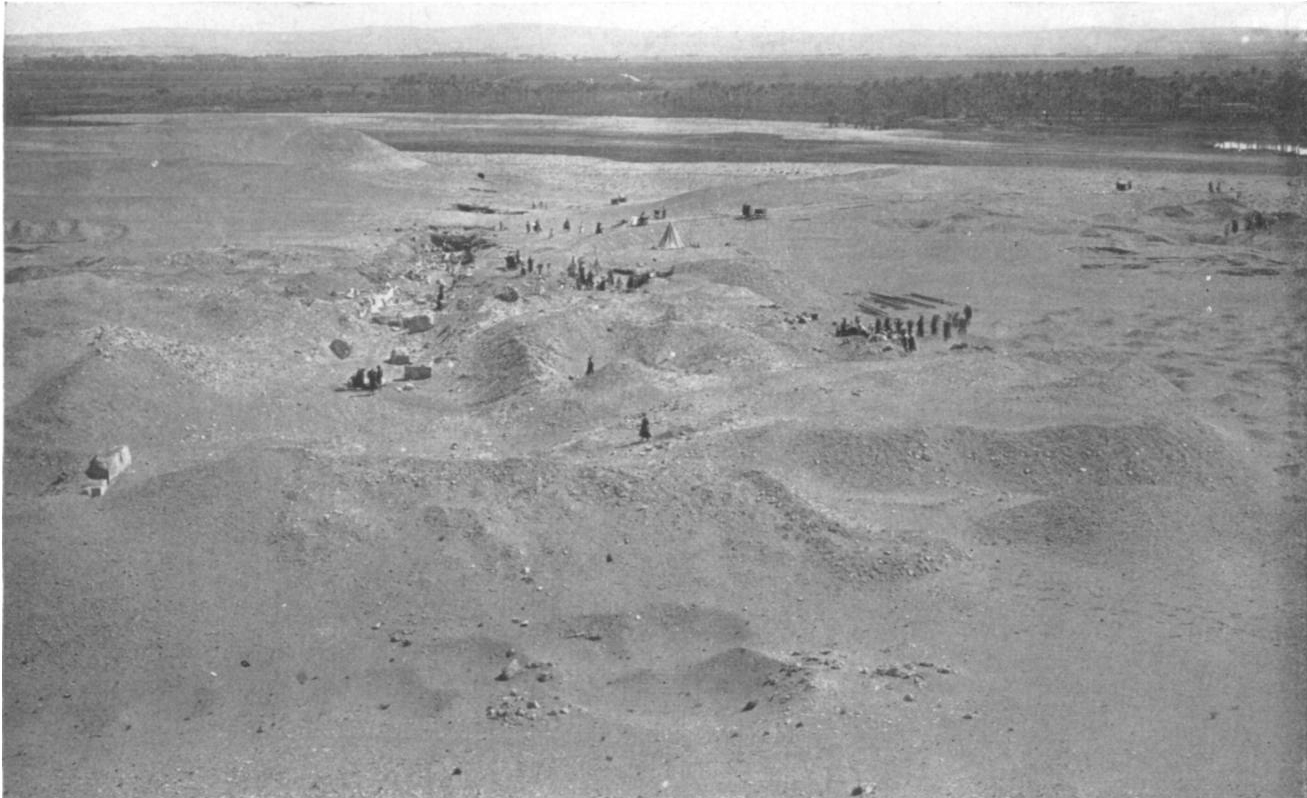
Der Totentempel zu Beginn der Grabungssaison 1908/09

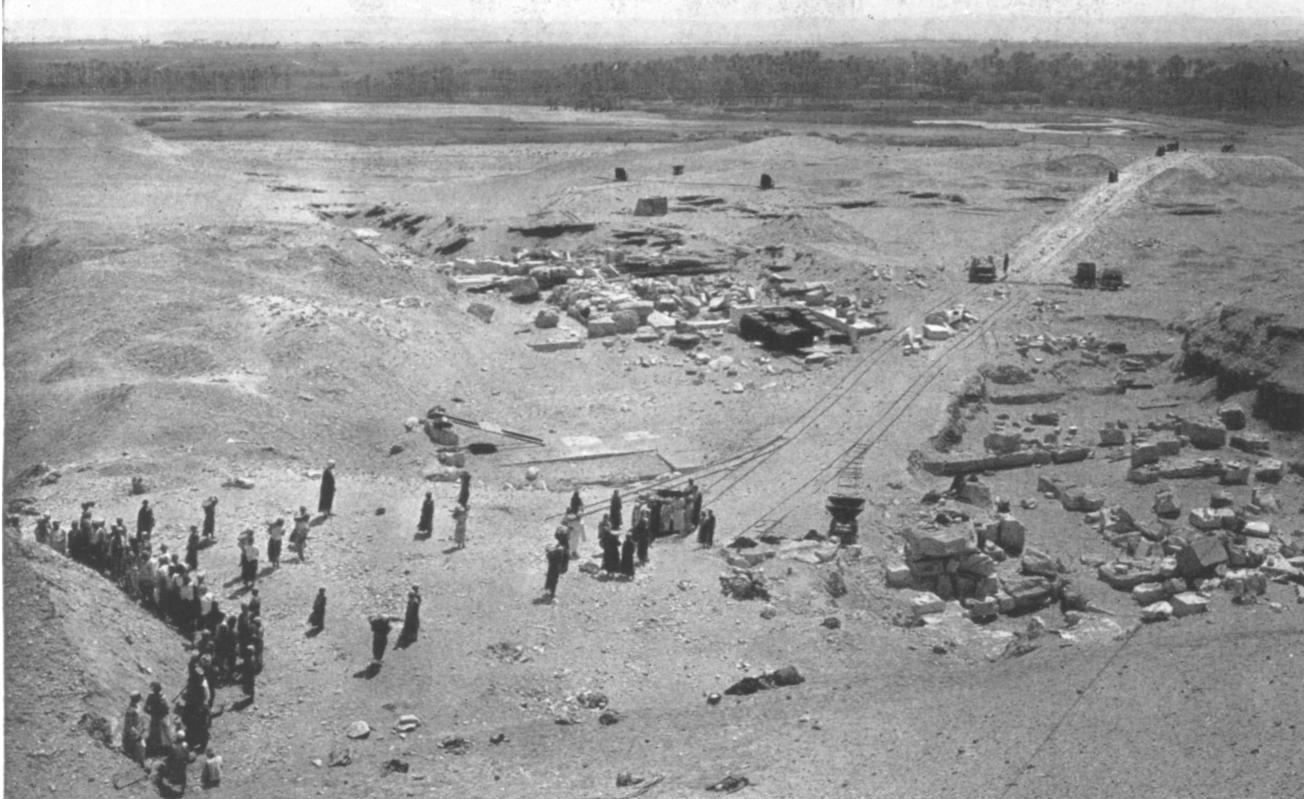
Der teilweise freigelegte Totentempel während der Grabungssaison 1908/09

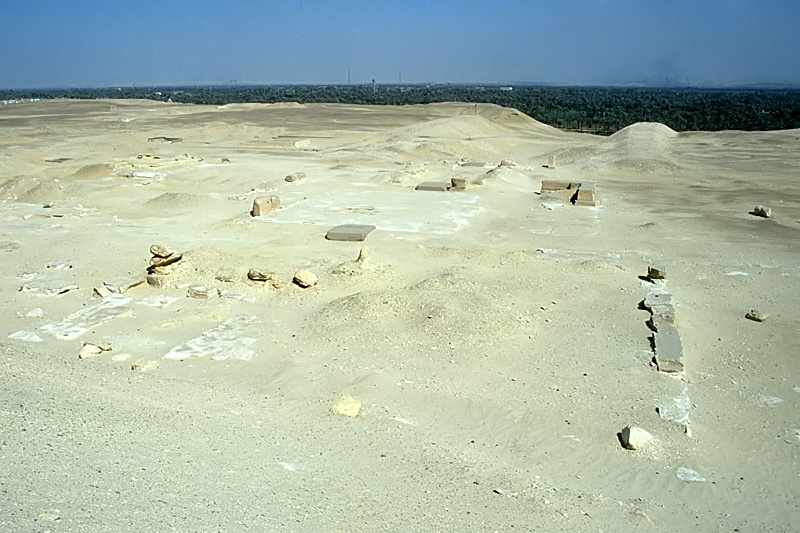
Die heutigen Überreste des äußeren Totentempels, Blick von der Pyramide nach Osten (2003)

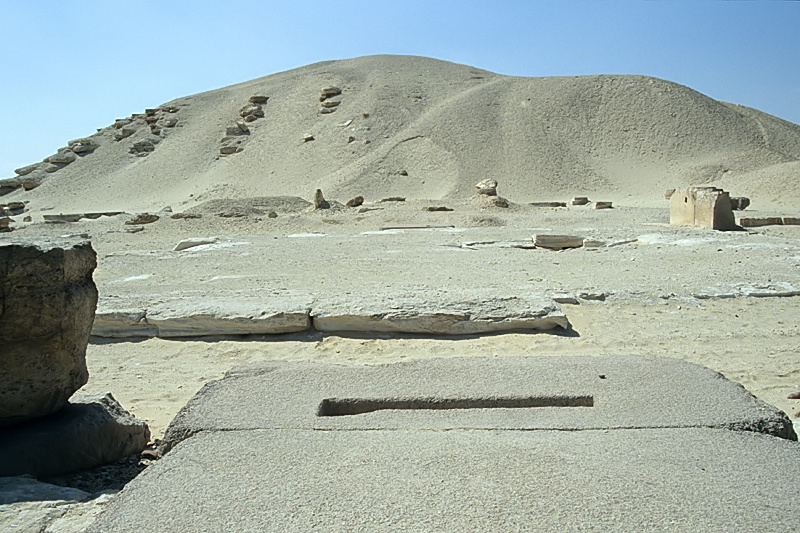
Die heutigen Überreste des inneren Totentempels, Blick von Osten auf die Pyramide (2003)

Der Totentempel der Sesostris-I.-Pyramide ist sehr stark zerstört; nur einige wenige Wandsteine wurden an ihrem ursprünglichen Standort vorgefunden. Allerdings sind der Fußboden und die Wandfundamente sehr gut erhalten. Zudem wurden bei den Grabungen des Metropolitan Museums über 600 Relieffragmente gefunden. Dies macht das Heiligtum von Sesostris I. zum am besten erhaltenen Totentempel einer königlichen Pyramide der 12. Dynastie.
Errichtet wurde er auf einer etwa 1,2 m dicken Fundamentschicht aus Nilschlamm, die auf dem geglätteten Sand- oder Geröllboden aufgebracht worden war. Die Tempelmauern bestehen fast vollständig aus Kalkstein, nur an einigen wenigen Stellen wurde Rosengranit verbaut. Weitere Gesteinsarten fanden keine Verwendung.
In seinem Aufbau ähnelt der Tempel sehr stark Vorbildern der 5. und 6. Dynastie. Er gliedert sich in einen äußeren Bereich mit einer Eingangshalle, einem offenen, pfeilerumstandenen Hof und einigen seitlichen Magazinräumen sowie einen durch eine Querhalle abgetrennten inneren Tempelteil mit einer Fünfnischenkapelle, einem Vestibül, einer antichambre carrée, einer Opferhalle sowie weiteren Magazinräumen. Von außen werden äußerer und innerer Tempelteil durch die innere Umfassungsmauer des Pyramidenkomplexes voneinander getrennt.

#### Die Eingangshalle
Das Eingangsgebäude hat eine Breite von 32 Ellen (16,80 m) und eine Länge von wohl 45 Ellen (23,625 m, erhalten sind nur 23,55 m). Die nördliche und südliche Außenwand sind jeweils 11 Ellen (5,775 m) dick, so dass die eigentliche Halle nur eine Breite von 10 Ellen (5,25 m) bei einer geschätzten Länge von 40 Ellen (21 m) aufweist. Den Zugang zur Halle bildete ein 3 Ellen (1,575 m) breites Tor, von dem nur die Türschwelle aus Rosengranit sowie ein Loch für den Türzapfen erhalten sind.
Die Höhe der Halle kann nur geschätzt werden. Nach Vergleichen mit der besser erhaltenen Eingangshalle der Teti-Pyramide hat sie vermutlich etwa 6,80 m betragen. Ähnlich den Anlagen des Alten Reiches dürfte die Eingangshalle der Sesostris-I.-Pyramide ein falsches Gewölbe und ein steinernes Dach besessen haben. Von der Wanddekoration hat sich fast nichts erhalten, jedoch erlauben drei Bruchstücke den Rückschluss, dass zumindest die Schmalwände sich an Vorbildern des Alten Reiches orientierten und den thronenden König in Begleitung von Ptah oder Anubis vor Gottheiten des Südens (Osiris, Nechbet, Amun) zeigen.

#### Der Hof
Den Eingang zum Hof bildet ein Türdurchgang, der mit dem zwischen Aufweg und Eingangshalle weitgehend identisch, aber etwas besser erhalten ist. Durch eine starke Reduktion der äußeren Magazinräume konnte der Hof deutlich größer konzipiert werden als die Anlagen des Alten Reiches. Während seine Länge mit etwa 45 Ellen (23,625 m, tatsächlich gemessen 23,6 m) im normalen Bereich liegt, ist er hingegen mit 37 Ellen (19,425 m, tatsächlich gemessen 19,34 m) deutlich breiter als seine Vorbilder. Der Hof wurde umstanden von 24 Kalkstein-Pfeilern (je acht an den Lang- und sechs an den Schmalseiten). Ihre Maße können nur geschätzt werden. Dieter Arnold rekonstruierte quadratische Grundrisse mit einer Seitenlänge von 15 Handbreit (1,125 m) beziehungsweise einen rechteckigen Grundriss für die vier Eckpfeiler von 15 × 21 Handbreit (1,125 × 1,575 m) und einen Abstand von 21 Handbreit zwischen den Pfeilern. Weder die Höhe der Pfeiler noch die der Wände des Hofs lässt sich sicher rekonstruieren.
Nahe der Nordwestecke des Hofs stand ein gut erhaltener Altar aus grauem Granit, der 1884 von Gautier entdeckt wurde und sich heute im Ägyptischen Museum in Kairo befindet (Inv.-Nr. CG 23001).
Südöstlich des Altars befinden sich im Fußboden des Hofes drei Löcher. Eines stammt eindeutig von Schatzsuchern, die erst nach 1884 tätig waren. Zwei weitere, kleinere Löcher scheinen hingegen von den ursprünglichen Erbauern zu stammen. Sie wurden durch den bereits verlegten Fußboden getrieben und waren mit Kalksteinplatten sorgsam wieder verschlossen worden. Dieter Arnolds Team entdeckte in diesen Löchern Keramikscherben und Brandspuren. Möglicherweise handelt es sich hierbei um Gründungsbeigaben, die im Gegensatz zu den anderen Deponierungen im Pyramidenkomplex nicht mit dem Beginn, sondern mit dem Abschluss des Baus in Verbindung standen. An der Nordseite des Hofs sind die Reste eines Drainage-Kanals erkennbar, der unter der Wand hindurchführt.

#### Die Querhalle
Von der Querhalle sind kaum mehr als die Grundrisse erhalten. Der Raum hat eine Breite von 76 Ellen (39,90 m) und eine Länge von 6 Ellen (3,15 m). Die ursprüngliche Höhe kann lediglich als Proportionsverhältnis (doppelte Raumbreite) mit 12 Ellen (6,30 m) vermutet werden.
Den Eingang zur Halle bildet ein 3 Ellen (1,575 m) breiter Türdurchgang. Zwei kleinere, 2 Ellen (1,05 m) breite Durchgänge an den beiden Schmalseiten führen in den inneren Hof des Pyramidenkomplexes. Zwei weitere Durchgänge an der östlichen Langseite führen in die äußeren Magazinräume.
Von der Wanddekoration der Halle hat sich nichts erhalten. 1914 wurden bei den Grabungen des Metropolitan Museums im nördlichen Bereich des Raumes die Basis einer königlichen Statue aus Kalkstein gefunden, die wahrscheinlich nicht von dort stammte, sondern ursprünglich wohl in der Fünfnischenkapelle aufgestellt war. Sie befindet sich heute im Metropolitan Museum in New York (Inv.-Nr. MMA 14.3.2). Die erhaltene Basis hat eine Breite von 57,5 cm und eine Tiefe von 73,5 cm. Auf ihr sind die Reste der Füße des Königs erhalten, der die Neun Bogen (ein Symbol für die Feinde Ägyptens) niedertritt. Davor ist eine Inschrift angebracht, die Horus-, Nebti- und Thronnamen von Sesostris I. nennt. Dieter Arnold rekonstruiert die ursprüngliche Gesamthöhe der Statue auf etwa 270 cm ohne Krone.

#### Die Fünfnischenkapelle
Der Bereich der Fünfnischenkapelle ist zu stark zerstört, um eine genaue Rekonstruktion dieses Raums vorzunehmen. Lediglich die Fundamente und Reste des Kernmauerwerks der westlich anschließenden Wand sind erhalten. Die Ausmaße der Kapelle lassen sich daraus nicht erschließen. Ausgehend von der benachbarten antichambre carrée lässt sich jedoch sagen, dass die Kapelle etwa 10 Handbreit (0,75 m) höher lag als die Querhalle und wohl über eine Treppe mit dieser verbunden war. Von der Wanddekoration ist ein Fragment erhalten, das eine Namenskartusche des Königs sowie Sternen-Dekor enthält.

#### Das Vestibül
Im Bereich des Vestibüls haben sich keinerlei Steinblöcke erhalten. Seine Existenz kann daher nur aus Vergleichen mit den Tempelanlagen des Alten Reiches erschlossen werden. Eine genauere Rekonstruktion des Raumes ist nicht möglich.

#### Die antichambre carrée
Von der antichambre carrée sind nur sehr wenige Reste erhalten. Hierzu zählen einige Steine des Fußbodens, aber keine von den Wänden. Als Maße des Raumes können dennoch 10 × 10 Ellen (5,25 × 5,25 m) angenommen werden, da alle bekannten Räume dieses Typs die gleiche Grundfläche aufweisen. Von der zentralen Säule ist lediglich die Basis aus Rosengranit erhalten, die eigentliche Säule wurde offenbar entfernt. Durch Abdrücke auf der Basis kann sie als Papyrusbündelsäule rekonstruiert werden. Dies würde eine Besonderheit darstellen, da es sich bei allen bekannten Vergleichsstücken aus dem Alten Reich entweder um achteckige Säulen oder um Palmsäulen handelt. Lediglich im Totentempel der Niuserre-Pyramide könnte es ebenfalls eine Papyrusbündelsäule gegeben haben, doch ist dies nicht gesichert.
Auch Reste des Architravs sind erhalten. Dieser zeigt auf beiden Seiten Inschriften mit dem Namen des Königs. Bemerkenswerterweise ist den Künstlern hierbei ein Fehler unterlaufen, denn gemäß der begleitenden Titel sollten hier sowohl der Eigenname Sesostris als auch der Thronname Cheperkare erscheinen. Es wurde allerdings in beiden Fällen der Eigenname ausgeführt.
Die ursprüngliche Höhe der antichambre carrée kann nur geschätzt werden. Dieter Arnold veranschlagt sie ausgehend von der Dicke der Säule auf 7,08 m bis 7,98 m. Es dürfte sich damit um den höchsten Raum des Tempelkomplexes gehandelt haben.

#### Die Opferhalle

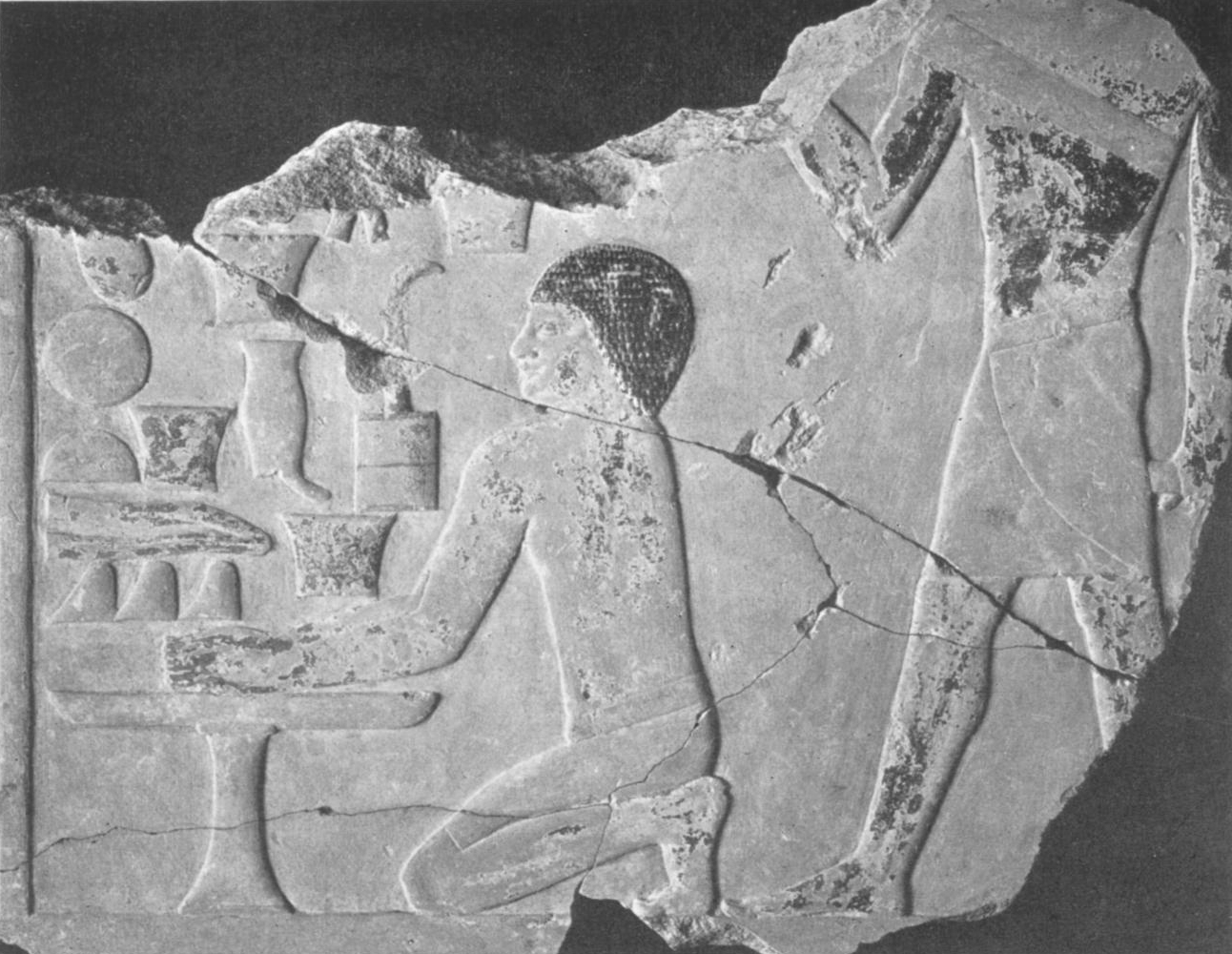
Relieffragment mit Opferszene aus der Opferhalle

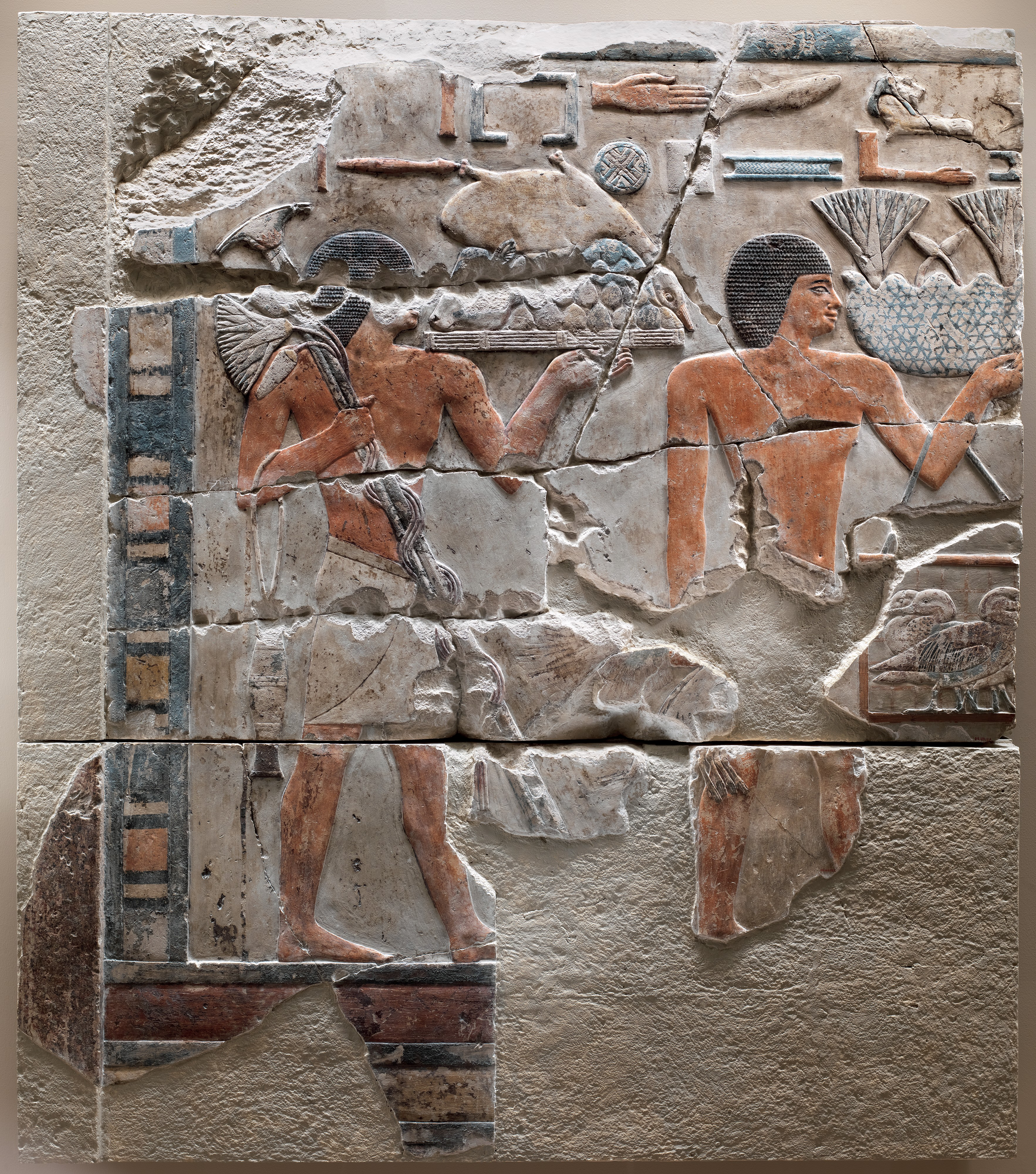
Relieffragment mit Gabenträgern aus der Opferhalle

Auch die Opferhalle ist weitgehend zerstört. Die westliche Schmalseite ist vollständig abgetragen, von den Langseiten sind lediglich die Fundamente erhalten. Der Fußboden wurde herausgerissen. Die Breite des Raumes kann recht sicher mit 10 Ellen (5,25 m) angegeben werden, die Länge hingegen nur vermutet werden; sie beträgt wohl 30 Ellen (15,75 m).
Einige Reste der Wanddekoration sind erhalten. Diese zeigen Opferträger. Zur weiteren Ausstattung des Raumes dürfte ein Opfertisch aus Granit gehört haben, von dem lediglich bekannt ist, dass er an der Ostseite der Pyramide gefunden wurde. Möglicherweise war in der Opferhalle eine überlebensgroße Statue des Königs aus Granit aufgestellt. Der Arm eines solchen Bildnisses wurde in der Nähe des Grabes von Senwosretanch gefunden und befindet sich im Metropolitan Museum in New York (Inv.-Nr. MMA 33.1.7).

#### Die äußeren und die inneren Magazinräume
Die äußeren Magazinräume sind gegenüber den Totentempeln des Alten Reiches stark reduziert und bestehen aus nur jeweils vier Räumen. Die beiden Anlagen seitlich des Hofs sind L-förmig und spiegelbildlich zueinander. Sie bestehen aus jeweils einem nach Osten und einem nach Norden beziehungsweise Süden führenden Korridor, die beide in kleineren Räumen enden. Der Raum am Nordende des nördlichen Flügels liegt mehr als 1 m tiefer als die umliegenden Räume. Möglicherweise handelt es sich um eine Krypta. Wegen des schlechten Erhaltungszustands und dem Fehlen vergleichbarer Räume in anderen Totentempeln können keine genaueren Angaben zum ursprünglichen Zweck dieses Raumes gemacht werden. Sein südliches Pendant ist nicht in den Boden eingetieft.
Von den beiden Räumen am Ostende der Magazine ist nur der südliche besser erhalten. Diesem sind zwei im Fußboden des Korridors eingelassene Wasserbecken vorgelagert. Der Raum weist mehrere Bauphasen auf, die nach der aufgefundenen Keramik alle während der Regierungszeit von Sesostris I. erfolgten. Der ursprünglich vollständig in Stein verlegte Fußboden wurde wieder entfernt und der komplette Raum mit einem Pflaster und mit Wänden aus Ziegeln verkleidet. In der östlichen Hälfte wurde eine Vertiefung frei gelassen, in der zunächst ein unbekanntes Objekt aufgestellt und mit einer Gipsschicht befestigt wurde. Später wurde das Objekt wieder entfernt und das verbliebene Loch mit Schutt, Scherben und Modellgefäßen gefüllt. Hierauf war zeitweilig ein weiteres, kleineres Objekt aufgestellt, das einen weiteren Eindruck hinterließ. Dieser wurde später durch eine Schlammschicht begradigt.
Wie die äußeren, so sind auch die inneren Magazinräume spiegelbildlich angeordnet. Da dieser Tempelteil extrem stark beschädigt ist, kann eine genaue Rekonstruktion dieser Räume nur über Vergleiche mit anderen Totentempeln erfolgen. Es handelt sich bei den Magazinen um vier Gruppen von je fünf langen Räumen, die vermutlich alle über einen vorgelagerten Querkorridor zugänglich waren. Lediglich bei der nordöstlichen Gruppe ist diese Rekonstruktion wegen des schlechten Erhaltungszustandes nicht gesichert; möglich wären auch eine Gruppe aus zwei und eine weitere aus drei Räumen. Die einzelnen Räume haben eine Breite von 4 Ellen (2,10 m) und eine Länge von 18 Ellen (9,45 m). Aus anderen Totentempeln ist bekannt, dass solche Magazinräume zweistöckig waren, doch haben sich hiervon bei der Sesostris-I.-Pyramide keine Spuren erhalten.

#### Die protodorischen Säulen
Am östlichen Ende des Aufwegs fand Gautier mehrere Fragmente sogenannter protodorischer Säulen. Dies veranlasste ihn, den Eingang des Totentempels als säulenbestandenen Propylon zu rekonstruieren. Durch die Untersuchungen des Metropolitan Museums erwies sich dies jedoch als unhaltbar. Zwischenzeitlich wurde die Pyramide Amenemhets I. als Ursprungsort vermutet, da auch dort eine solche Säule entdeckt wurde. Da die Mehrzahl der Funde von der Sesostris-I.-Pyramide stammt, vermutet Dieter Arnold auch dort den ursprünglichen Aufstellungsort. Möglicherweise gehörten sie zu einem Bau südlich der Kultpyramide oder zu einem Baukomplex südöstlich des Pyramidenbezirks.

### Die Königinnenpyramiden
Zwischen innerer und äußerer Umfassungsmauer sind um die Königspyramide herum neun Königinnenpyramiden angeordnet. Von Südosten beginnend sind sie entgegen dem Uhrzeigersinn durchnummeriert. Die Pyramiden 1, 4, 8 und 9 wurden bereits von Joseph-Étienne Gautier und Gustave Jéquier bei ihrer Grabung 1894/95 entdeckt, jedoch mit Ausnahme von Nummer 1 irrtümlich als Mastabas angesehen. Diese Ansicht wurde durch die Grabungen des Metropolitan Museum korrigiert. Zwischen 1917 und 1934 wurden zudem fünf weitere Königinnenpyramiden entdeckt. Nur bei zwei Bauwerken ist der Name der Besitzerin bekannt: In Nummer 1 sollte Neferu (III.) bestattet werden, eine Tochter von Amenemhet I und Gemahlin von Sesostris I., in Nummer 2 Itakayt (I.), eine Gemahlin oder Tochter von Sesostris I.

#### Die Königinnenpyramide der Neferu
Die Pyramide der Neferu ist die größte Königinnenpyramide des Komplexes. Sie hat eine Seitenlänge von 21 m (40 Ellen) und eine ursprüngliche Höhe von 18,9 m (36 Ellen) bei einem Neigungswinkel von 62,5°.
Die Fundamente bestehen aus einer oberen Schicht aus Kalkstein von sehr hoher Qualität sowie aus einer darunter liegenden Schicht aus gröberen, unregelmäßig geformten Kalksteinplatten. Der Kern der Pyramide besteht aus sehr grobem lokalen Kalkstein, die Verkleidung wiederum aus Kalkstein von sehr hoher Qualität. Auffällig sind die Aussparungen für Klammern an den Verkleidungssteinen, da diese nicht mit ihren Gegenstücken an den benachbarten Steinen zusammenpassen. Die Verkleidungsblöcke sind also offensichtlich wiederverwendet worden, wobei ihre ursprüngliche Bestimmung aber unbekannt ist. Arnold hält es für möglich, dass sie entweder von einer aufgegebenen Königinnenpyramide an anderer Stelle oder von der ersten Bauphase der Kultpyramide stammen. Jedoch gibt es für keine der beiden Möglichkeiten unmittelbare Belege.
Der Eingang zum Kammersystem liegt direkt vor der Mitte der Nordseite. Von dort führt ein senkrechter Schacht 14 m nach unten. Anschließend führt ein leicht abfallender Gang nach Süden in eine unter dem Zentrum der Pyramide liegende, 3 × 4 m große Kammer. Korridor und Kammer sind mit Kalksteinplatten gepflastert. Auch für die Wände war eine Verkleidung aus Kalkstein vorgesehen, sie ist aber nur unvollständig ausgeführt. Auf der Kammerverkleidung sind noch Markierungen der Arbeiter erhalten. Eine senkrechte Öffnung im Boden der Kammer führt in die darunter gelegene Sarkophagkammer. Boden und Wände sind mit Kalksteinplatten verkleidet. An der Südwand wurde eine Nische zur Aufnahme des Kanopenkastens begonnen, allerdings nicht fertiggestellt. Keine Reste des Begräbnisses waren erhalten. Die einzigen Funde aus dem Kammersystem waren ein Ölkrug und eine Öllampe, die von Grabräubern zurückgelassen worden waren.
Die Pyramide war von einer rechteckigen Umfassungsmauer umgeben, die in Ost-West-Richtung 100 Ellen (52,5 m) und in Nord-Süd-Richtung 75 Ellen (39,375 m) maß. Die Mauerstärke dürfte 2 Ellen (1,05 m) betragen haben. Fundament und Pflaster des Hofes sind identisch mit dem zweilagigen Fundament der Pyramide. Weder von dem an der Ostseite zu erwartenden Totentempel noch von der Nordkapelle haben sich direkte Spuren erhalten. Jedoch ist an der Nordseite ein Verkleidungsblock erhalten, der eine Aussparung aufweist, die wohl der Aufnahme einer Scheintür diente. Ein direkt davor befindlicher Pflasterstein zeigt die Position des Opfertisches an. Aus diesem Befund lässt sich eine Nordkapelle mit äußeren Seitenlängen von 10 Ellen (5,25 m) rekonstruieren.
Im Bezirk der Königinnenpyramide wurden sechs Depots entdeckt. Vier von ihnen befinden sich an der nördlichen Umfassungsmauer. Da sie zum Teil von ihr verdeckt werden, muss es sich um Gründungsdepots handeln, die vor ihrem Bau errichtet wurden. Zwei weitere Depots im südlichen Pyramidenhof sind recht ungewöhnlich gestaltet. Es handelt sich um 2,64 m beziehungsweise 2,72 m tiefe, rechteckige Gruben, die in den anstehenden Kalkstein getrieben wurden und mit Kalksteinplatten verkleidet und wohl auch abgedeckt waren. Beide Gruben waren beraubt, und von der östlichen führt ein kurzer Grabräubertunnel in Richtung Königinnenpyramide. Der einzige Fund aus den Gruben ist ein Rinderknochen. Die Funktion dieser beiden Gruben ist nicht eindeutig zu klären. Gautier hielt sie bei ihrer Entdeckung zunächst für Sarkophage. Arnold schließt Gräber hingegen aus, da sie angesichts ihrer sorgsamen Ausführung hierfür deutlich zu flach in den Boden gegraben wurden. Als einzige plausible Möglichkeit sieht er Depotgruben.
Als Grab der Neferu wird die Pyramide durch die aufgefundenen Fragmente von drei beschrifteten Gegenständen identifiziert. Hierbei handelt es sich um eine Opferschale, eine Statue und einen Altar oder eine weitere Statue. Wegen des vollständigen Fehlens von Begräbnisresten und wegen des unfertigen Zustands des Kammersystems ist unklar, ob Neferu hier beigesetzt wurde oder ihre letzte Ruhe in einem (bislang unentdeckten) Grab im Pyramidenkomplex ihres Vaters Amenemhet I. in Lisch-Nord oder im Komplex ihres Sohnes Amenemhet II. in Dahschur fand.

#### Die Königinnenpyramide der Itakayt
Die Pyramide der Itakayt hat eine Seitenlänge von 16,8 m (32 Ellen) und eine ursprüngliche Höhe von 16,8 m (32 Ellen) bei einem Neigungswinkel von 63,6°. Der Pyramidenkern besteht aus grob behauenen und durch Mörtel verbundenen Kalksteinblöcken. Bei den Untersuchungen des Metropolitan Museums 1934 waren hiervon noch fünf bis sieben Lagen erhalten. Die Verkleidung war bereits vollständig abgetragen worden.
Das Kammersystem besitzt zwei senkrechte Zugangsschächte an der Nordseite der Pyramide. Der westliche wird von der Nordkapelle verdeckt, war also nur während des Baus in Verwendung. Später wurde er vermutlich mit einem Ziegelgewölbe verschlossen und von oben zugeschüttet. Für das Begräbnis wurde schließlich der östliche Schacht verwendet. Beide Schächte münden in einen horizontalen Gang, der sich nach dem westlichen Schacht noch 4 m nach Westen fortsetzt. Der westliche Schacht führt nach dem Verbindungskorridor noch einige Meter in die Tiefe. An seinem Grund führt ein leicht absteigender Gang nach Süden und mündet in eine horizontale Kammer. Gang und Kammer sind vollständig mit Kalksteinplatten verkleidet. Die Ostwand der Grabkammer weist eine Nische für den Kanopenkasten auf. Große Hohlräume hinter der Wandverkleidung der Kammer zeigen an, dass diese ursprünglich deutlich größer konzipiert war und wahrscheinlich nach dem frühen Tod der Itakayt rasch fertiggestellt werden musste. Auch eine Nische zur Aufnahme eines Blockiersteins blieb unvollendet. Von einem Begräbnis wurden keinerlei Reste gefunden, und möglicherweise blieb die Pyramide ungenutzt. Hierauf deuten zwei Verschlusssteine am Eingang des absteigenden Gangs hin, die von Dieben lediglich einen Spaltbreit geöffnet worden waren, was es eigentlich unmöglich machte, ein Begräbnis restlos zu entfernen.
Von der Umfassungsmauer waren 1934 noch einige Steine vorhanden, die jedoch später vollständig abgetragen wurden. Die Mauer maß 72 Ellen (37,8 m) in Ost-West-Richtung und 54 Ellen (28,35 m) in Nord-Süd-Richtung. Ihre Dicke betrug am Fuß 2 m. Das Mauerfundament bildeten mit Klammern verbundene Kalksteinplatten, die auf einer Schicht Bauschutt ruhten. An der Innenseite der östlichen Hälfte der Nordwand wurden die Reste einer Lehmziegelmauer entdeckt, die vermutlich während des Baus der Pyramide benötigt und später nicht mehr abgerissen wurde.
Von einem möglichen Totentempel an der Ostseite der Pyramide haben sich keine Reste erhalten. Die Nordkapelle hingegen lässt sich durch zahlreiche Funde recht gut rekonstruieren. Ein Graben vor der Nordseite der Pyramide zeigt an, dass sie eine Breite von 8 Ellen (4,2 m) und eine Tiefe von 7 Ellen (3,675 m) hatte. Zu den Architekturresten gehören ein Rundstab, mehrere Fragmente von kannelierten Säulen sowie über 130 Fragmente der Wanddekoration. Die Säulen sind seltsamerweise rot bemalt, um Rosengranit zu imitieren, obwohl dieser Säulentyp nie in Granit ausgeführt wurde. Sie weisen zudem Inschriften mit Namen und Titel von Sesostris' Tochter Itakayt auf. Die Wanddekoration lässt sich nicht mehr vollständig rekonstruieren, jedoch sind einzelne Szenen zu erkennen. So gehören einige Fragmente eindeutig zur Scheintür. Andere zeigen Gabenbringer, ein tanzendes Mädchen sowie auffliegende Vögel im Papyrusdickicht.
Im Hof der Pyramide wurden zwei Depotschächte entdeckt, von denen einer leer war. Der zweite befindet sich vor der Ostwand der Pyramide und hat eine Tiefe von 8 m. Dort fand Gautier unter einer Steinplatte eine Holzkiste, welche eine schwarze Perücke enthielt. Sechs weitere Depots befinden sich unmittelbar außerhalb der Nord- und Ostseite der Umfassungsmauer. Die meisten von ihnen waren geplündert; an Beigaben wurden lediglich Reste kleinerer Keramikgefäße, ein vollständig erhaltener hölzerner Schlitten sowie mögliche Reste eines weiteren Schlittens gefunden.

#### Die Königinnenpyramide 3
Pyramide 3 hat eine Seitenlänge von 16,8 m (32 Ellen) und eine ursprüngliche Höhe von 16,8 m (32 Ellen) bei einem Neigungswinkel von 63,25°.
Der Pyramiden-Oberbau ist fast restlos abgetragen. Das Team des Metropolitan Museums konnte in den 1930er-Jahren nur noch die Fundamentgruben und zahlreiche Fundamentplatten aus Kalkstein feststellen. Sowohl das Kernmauerwerk als auch die Verkleidung waren bereits vollständig verschwunden. Lediglich Reste des Pyramidions aus Rosengranit waren noch erhalten.
Das Kammersystem von Pyramide 3 ähnelt dem der Pyramide der Itakayt, ist aber deutlich komplexer. Es verfügt über zwei senkrechte Schächte an der Nordseite des Bauwerks, von denen der westliche von der Nordkapelle verdeckt wird. Beide sind durch einen Korridor miteinander verbunden. Am Boden eines weiteren, von hier nach unten führenden Schachts befindet sich an der Südseite ein durch eine Kalksteinplatte verschlossener Türdurchgang. Diese befand sich bei den Untersuchungen des Metropolitan Museums noch in situ, war jedoch von Grabräubern von oben durch einen senkrechten Schacht umgangen worden. Hinter der Tür führt ein zweigeteilter Gang zur Grabkammer. Der Gang führt zunächst horizontal nach Süden und nach einer weiteren Barriere aus zwei Blockiersteinen mit leichtem Gefälle weiter, bis er nach einer dritten Blockiervorrichtung, bestehend aus einem einzelnen Stein, in die unter dem Zentrum der Pyramide liegende Grabkammer mündet. Gang und Kammer weisen eine Wand- und Deckenverkleidung aus Kalksteinplatten auf. Die Kammer besitzt zusätzlich ein Pflaster aus Kalksteinplatten; im Gang dient das anstehende Gestein als Lauffläche. Die Wandverkleidung des Gangs weist eine interessante Besonderheit auf, denn die Platten sind hier nicht durch Holzklammern zusammengehalten, sondern durch längliche Feuersteinknollen. Der gut erhaltene Sarkophag befindet sich immer noch in der Grabkammer. Er ist rechteckig, unverziert und besteht aus Quarzit. Die Standfläche der Sarkophagwanne bilden vier Leisten, die im Inneren des Sarkophags noch einmal als Negativ herausgearbeitet sind. Der Deckel wurde von Grabräubern herabgeschoben, ist allerdings unbeschädigt. Er ist leicht gewölbt und hat an den Schmalseiten vier Bossen. Wanne und Deckel waren an beiden Schmalseiten durch jeweils einen rechteckigen Zapfen aus Basalt miteinander verbunden. Der Sarkophag barg ursprünglich einen Holzsarg, von dem einige Reste der Blattgold-Verzierung erhalten sind. Vom eigentlichen Begräbnis sind nur einige kleine Knochenfragmente erhalten. Weitere Funde waren ein verrotteter Stab und eine Muschelschale. An der Nordostecke der Grabkammer befindet sich eine Nische für den Kanopenkasten. Auch dieser ist noch erhalten. Zwar hatten ihn Grabräuber zerschlagen, er konnte von den Ausgräbern aber wieder vollständig zusammengesetzt werden. Er ist würfelförmig, besteht ebenfalls aus Quarzit und hat zwei Leisten als Standfläche.
Neben diesem Kammersystem existiert ein zweites. Dieses beginnt 2,3 m über dem südlichen Fußende des östlichen Eingangsschachts. Hier beginnt ein nur 1 m hoher Gang, der Zugang zu wenigstens fünf Grabnischen bietet. Eine liegt am Ende eines langen, nach Süden führenden Ganges, eine zweite ist kurz vor dessen Ende in die Westwand gehauen. Etwa auf einem Drittel der Strecke des Gangs öffnet sich nach Osten eine breite Nische, die sich dann als schmaler Gang weiter nach Osten fortsetzt und sich östlich der Pyramide zu einer weiteren Nische öffnet, von der nach Norden und Süden jeweils ein Gang abzweigen.
Die quadratische Umfassungsmauer hatte eine Seitenlänge von 50 Ellen (26,25 m). Von ihr ist nur der Fundamentgraben erhalten, der bei den Untersuchungen des Metropolitan Museums noch zahlreiche Fundamentblöcke enthielt. Ebenfalls durch Fundamentgräben und einige Blöcke ist die Existenz eines Totentempels an der Ostseite der Pyramide und einer Nordkapelle belegt. Der Totentempel hatte eine Breite von etwa 4 m und eine Tiefe von etwa 4,2 m. Neben den Fundamenten sind von der Nordkapelle, verlagert im Grabschacht vorgefunden, der Fuß einer Frauenstatue aus Diorit, ein Granitfragment (vielleicht von einem Statuenschrein) mit dem Namen Mentuhotep, ein Opfertisch und ein Fragment der Wanddekoration erhalten. Nicht sicher zuzuordnen sind eine Hohlkehle und ein Rundstab. Aus kleineren Gruben im Bezirk der Königinnenpyramide ohne nähere Lagebeschreibung stammen einige Gefäßfragmente, ein Uräus, Fragmente einer Nilpferd-Statuette, Einlagen, ein Ring, zahlreiche Perlen (alles aus Fayence), ein Kupferhaken und ein Gefäßdeckel aus Alabaster sowie eine Gruppe von sieben weiteren Fayence-Figuren (ein Mann mit einem Nilpferd, ein Affe, ein Frosch, ein Nilpferd, ein Nagetier und zwei Früchte). Aus dem Schutt um die Pyramide stammen zwei Skarabäen, ein Ring, mehrere Perlen, Gefäßfragmente, Bruchstücke von teils vergoldeten Objekten aus Holz, Stuck und Granit, ein Relieffragment und ein beschrifteter hölzerner Türflügel, der wohl ursprünglich zu einem Statuenschrein eines Wesirs Mentuhotep gehörte, dessen Grab südöstlich des königlichen Pyramidenkomplexes entdeckt wurde.
Obwohl die Pyramide offensichtlich als Grab genutzt wurde, ist die Identität ihrer Besitzerin ungewiss. Da keine Nennungen von Titeln gefunden wurden, ist unklar, ob eine Gemahlin oder eine Tochter von Sesostris I. hier beigesetzt wurde. Den einzigen Hinweis liefert das Granitfragment mit dem Namen Mentuhotep. Es könnte zum Grab des gleichnamigen Wesirs gehört haben. Da Mentuhotep sowohl als Männer- als auch als Frauenname verwendet wurde, besteht die Möglichkeit, dass er sich auf die Besitzerin der Königinnenpyramide bezieht. Einige im westlichen Eingangsschacht der Pyramide gefundene Keramikgefäße datieren das Begräbnis etwa in die Mitte der 12. Dynastie.

#### Die Königinnenpyramide 4
Pyramide 4 hat eine Seitenlänge von 16,8 m (32 Ellen). Die ursprüngliche Höhe und der Neigungswinkel sind aufgrund des schlechten Erhaltungszustandes unbekannt. Das Fundament der Pyramide besteht aus groben, unbehauenen Feldsteinen. Das gleiche Material wurde für den Kern des Bauwerks verwendet, der in mehreren Stufen ausgeführt war. Reste der Verkleidung wurden nicht festgestellt, lediglich Teile ihrer Fundamentierung sind erhalten.
Das offenbar unvollendet gebliebene Kammersystem der Pyramide ist nur unzureichend untersucht. Gautier publizierte einen fehlerhaften Plan, über die Grabungen Lythgoes existieren keine Aufzeichnungen und Arnold grub nur einen kleinen Teil des Kammersystems aus. Die Pyramide weist mehrere Grabschächte auf, von denen unklar ist, welcher zum ursprünglichen Kammersystem gehört und welche sekundär sind. Arnold vermutet, dass ein Schacht nordöstlich der Pyramide, der teilweise von der Umfassungsmauer verdeckt wird, den ursprünglichen Eingang bezeichnet. Er hat einen quadratischen Querschnitt mit einer Seitenlänge von 3,8 m. Sein weiterer Verlauf ist unklar. Gautier rekonstruierte in einer Skizze einen nach Westen führenden Gang, der in einer Kammer endet.
Ein zweites Kammersystem besitzt zwei Eingangsschächte. Der erste befindet sich westlich der Nordkapelle, der zweite nördlich des ersten, außerhalb der Umfassungsmauer. Vom südlichen der beiden Schächte aus führen zwei Gänge unter den Pyramidenkörper. Der erste und vermutlich ältere führt schräg nach Südosten und mündet unter dem Zentrum der Pyramide in eine Kammer. Bei einem in Gautiers Skizze eingezeichneten Rechteck ist unklar, ob es eine Grube oder einen Sarkophag bezeichnet. Oberhalb des schrägen Gangs wurde ein weiterer nach Süden führender Gang angelegt, der in einer nur 1,05 m hohen Kammer endet. Ihre Wände waren mit Kalksteinplatten verkleidet. An ihrer Ostseite weist sie eine Nische für einen Kanopenkasten auf, die allerdings zu klein ausgeführt worden war, um tatsächlich benutzt werden zu können. Der nördliche Eingangsschacht war wohl für ein drittes Begräbnis angelegt worden, das seinen Platz am nördlichen Ende des nach Süden führenden Gangs finden sollte. Dort wurde an der Westwand eine Nische angelegt, in der ein Quarzit-Sarkophag aufgestellt wurde. An der Ostwand wurden zwei kleinere Nischen angebracht. Das ganze Ensemble blieb unvollendet und die Bestattung fand offenbar nie statt. In der Sarkophagkammer wurde die Bodenpflasterung lediglich begonnen, an einigen Stellen kam Gips statt Kalksteinplatten zum Einsatz. Der Sarkophag, dessen Deckel seitlich an die Wanne gelehnt ist, blieb unvollendet. An einigen Stellen wurde der grob behauene Stein nicht mehr geglättet. In den beiden östlichen Nischen, von denen die südliche wohl für einen Kanopenkasten gedacht war, wurden Reste des Bodenpflasters und in der nördlichen eine begonnene Wandverkleidung gefunden. An Kleinfunden traten Scherben einer Schale und einer Flasche sowie eine Scherbe eines kanaanitischen Topfes zutage. Die beiden ägyptischen Scherben lassen sich in die frühe Regierungszeit Amenemhets III. datieren, lassen sich aber nicht klar einem der Begräbnisse in der Pyramide zuordnen. Südwestlich des Sarkophags öffnet sich ein weiterer Tunnel mit anschließendem Quergang. Er ist nur grob behauen und es ist unklar, ob es sich hier um einen Probetunnel für ein Begräbnis oder um einen Grabräubertunnel handelt.
Die rechteckige Umfassungsmauer maß in Ost-West-Richtung 46 Ellen (24,15 m) und in Nord-Süd-Richtung 43 Ellen (22,575 m). Bei den Untersuchungen des Metropolitan Museums waren noch die Fundamente und geringe Reste des eigentlichen Mauerwerks vorhanden. Die Dicke der Mauer betrug 1,5 Ellen (0,7875 m), ihre Höhe kann daher auf etwa 2 bis 2,5 m rekonstruiert werden. Durch die Südseite der Mauer führt ein Abwasserkanal. Die Existenz eines östlichen Totentempels und einer Nordkapelle ist nur durch entsprechende Erweiterungen des Pyramidenfundaments und durch einige wenige Architekturreste belegt. Nördlich und östlich der Pyramide wurden zwei weitere Schächte entdeckt, über die keine näheren Informationen vorliegen. Zwischen der Umfassungsmauer der Königinnenpyramide und der inneren Umfassungsmauer der Königspyramide wurden die Reste weiterer Mauern aus Lehmziegeln entdeckt. Die ältesten sind wellenförmig und dienten vielleicht als ursprüngliche Umfassungsmauer für den Schacht nordöstlich der Pyramide. In einer zweiten Bauphase wurde eine breitere, gerade Ziegelmauer errichtet. Beide Mauern wurden letztlich abgerissen und das Gelände begradigt und gepflastert. Weitere Ziegelmauern wurden nördlich von Königinnenpyramide 4 entdeckt. Ihr Zweck ist unklar; wahrscheinlich handelt es sich um Reste einer Baurampe. Auch Reste einer Transportstraße wurden östlich des Bezirks der Königinnenpyramide gefunden.

#### Die Königinnenpyramide 5
Pyramide 5 hat eine Seitenlänge von 16,275 m (31 Ellen) und eine ursprüngliche Höhe von 16,275 m (31 Ellen) bei einem Neigungswinkel von 63,917°. Der Pyramidenkern besteht aus grob behauenen Feldsteinen und ist stufenförmig angelegt. Verlagert in einem Schacht wurden Bruchstücke mehrerer Verkleidungsblöcke aus weißem Kalkstein und des Pyramidions aus Rosengranit gefunden.
Wie bei Pyramide 4 besteht bei Pyramide 5 die Problematik, dass sie von mehreren Grabschächten umgeben ist, von denen nicht sicher ist, welcher zum ursprünglichen Begräbnis gehört und welche sekundär sind. Vermutlich sollte das Kammersystem für die ursprüngliche Besitzerin ähnlich wie bei anderen Königinnenpyramiden mittels zweier Schächte an der Nordseite des Bauwerks angelegt werden. Der südliche von beiden liegt direkt unter der Nordkapelle, die Arbeiten an ihm wurden aber bereits nach 5 m vorzeitig aufgegeben. Ambrose Lansing erweiterte den Schacht auf eine Tiefe von 17,5 m, grub anschließend weiter in Richtung Pyramidenzentrum und dann erneut senkrecht, bis er in 22,5 m Tiefe auf Grundwasser stieß, ohne eine Grabkammer ausmachen zu können.
Ein weiterer möglicher Kandidat für das ursprüngliche Begräbnis ist ein recht aufwändig konstruierter Schacht an der Westseite der Pyramide. Da der Untergrund an dieser Stelle aus einer tiefen Schicht losen Sands besteht, wurde der Schacht mittels eines Senkkastens errichtet und mit Ziegeln verschalt, die in späterer Zeit abgetragen wurden, was den Ausgräbern die Arbeit erheblich erschwerte. In Tiefen von 14 m und 18,7 m führen vom Schacht aus zwei Gänge nach Osten in Richtung Pyramide. Da beide eingestürzt waren, konnten sie nicht vollständig untersucht werden.
Ein drittes Kammersystem liegt südlich der Pyramide. Wegen der recht groben Ausführung handelt es sich wohl um eine sekundäre Anlage. Von dort führt ein Schacht 18,5 m in die Tiefe. An seinem Grund führt ein leicht absteigender Gang 12 m nach Norden und mündet in eine Kammer, die 20 m unter der Südseite der Pyramide liegt. Vermutlich in einer späteren Bauphase wurden östlich des Schachts eine Kammer mit vier und südlich eine weitere Kammer mit zwei Sarkophagnischen angelegt.
Die annähernd quadratische Umfassungsmauer maß in Ost-West-Richtung 48 Ellen (25,2 m) und in Nord-Süd-Richtung 47 Ellen (24,675 m). Bei den Untersuchungen des Metropolitan Museums waren noch Reste der Fundamente vorhanden. Die Dicke der Mauer betrug 2,5 Ellen (1,31 m), ihre Höhe kann daher auf etwa 5 Ellen (2,625 m) rekonstruiert werden. Die Existenz eines östlichen Totentempels und einer Nordkapelle wird durch Erweiterungen der Pyramidenfundamente belegt. Zudem wurde ein Bruchstück eines Rundstabs gefunden, der zu einem der beiden Bauwerke gehörte.
Am äußeren südlichen Ende der östlichen Umfassungsmauer wurden zudem die Reste einer weiteren, aus Ziegeln errichteten Kapelle entdeckt. Sie besaß eine von Südosten her durchschreitbare Umfassungsmauer von etwa 8,6 m Länge und 5 m Tiefe, die zwei kleine Bauten umschloss. Einer befand sich in der Nordostecke der Mauer, war von Süden her zugänglich und maß 2,60 × 2,85 m. Wahrscheinlich diente er als Priesterunterkunft. Der zweite, quadratische Bau mit einer Seitenlänge von 3,2 m war an die Umfassungsmauer der Königinnenpyramide gebaut und diente wahrscheinlich als Schrein. Ob die Kapelle dem Totenkult für eines der Begräbnisse in der Pyramide oder dem Kult für eine Gottheit diente, ist mangels entsprechender Funde unbekannt.
Um den westlichen Grabschacht wurden sechs weitere kleine Ziegelstrukturen entdeckt, die durch Keramikfunde in die Römerzeit datiert werden können. Wegen ihrer geringen Größe kann höchstens eines als Unterkunft gedient haben, während es sich bei den anderen vielleicht um Ställe für Kleintiere handelt.
Ebenfalls aus dem Umfeld des westlichen Grabschachts stammen mehrere Funde des Mittleren Reichs, die vielleicht zum ursprünglichen Begräbnis gehören. Dazu zählen ein Stelenfragment aus Granit mit der unvollständig erhaltenen Namensnennung „…kat…“, ein Bruchstück einer Opferliste, ein Bruchstück einer Mumienmaske, zwei Bruchstücke von Kanopenkrügen aus Alabaster und eine Muschelschale. Hinzu kommt ein Ostrakon des Neuen Reichs.

#### Die Königinnenpyramide 6
Pyramide 6 hat eine Seitenlänge von 15,75 m (30 Ellen). Die ursprüngliche Höhe und der Neigungswinkel sind aufgrund des schlechten Erhaltungszustandes unbekannt.
Die Pyramide wurde auf anstehendem Gestein errichtet, in das eine Baugrube eingetieft war. Sie zeigt die Position einer geplanten Grabkammer und eines nach Norden führenden Schachtes an. Die Arbeiten wurden vorzeitig aufgegeben, da 3 m unterhalb der Gesteinsschicht eine dicke Sandschicht entdeckt wurde. Der Kern der Pyramide besteht aus grob behauenen oder gar nicht bearbeiteten Feldsteinen. Von der Verkleidung sind lediglich die Fundamente erhalten. Arbeiter-Inschriften auf Fundamentblöcken der Pyramide und der Umfassungsmauer geben als Baubeginn des Komplexes das 13. Regierungsjahr Sesostris' I. an.
Ein Kammersystem der Pyramide ist nicht bekannt. Wohl sekundär angelegt ist ein Grabkomplex an der Westseite der Pyramide. Von dort führt ein Schacht 22 m in die Tiefe. Der obere Bereich ist dort, wo er eine Sandschicht durchstößt, mit Ziegeln ausgekleidet. Auch verrottetes Holz von einem Senkkasten wurde gefunden. Am Grund des Schachts öffnet sich nach Westen eine breite Kammer, von der neun Sargnischen abgehen. Nach Osten führt ein horizontaler Gang, von dem zunächst nach Süden und kurz darauf nach Norden jeweils eine weitere Nische abgehen. Zwischen beiden wurde eine halbhohe Ziegelmauer errichtet. Der Gang mündet schließlich in eine höhlenartige Kammer, von der nach Norden eine weitere kleine Kammer und nach Osten ein leicht absteigender Gang abzweigen. Dieser führt unter die Westseite der Pyramide, wo sein weiterer Verlauf wegen eindringendem Grundwasser nicht mehr verfolgt werden konnte.
Die rechteckige Umfassungsmauer maß in Ost-West-Richtung 56 Ellen (29,4 m) und in Nord-Süd-Richtung 49 Ellen (25,725 m). Sie bildet eine Einheit mit der Umfassungsmauer von Pyramide 7; beide Bezirke sind durch eine Quermauer voneinander getrennt. Die Dicke der Mauer betrug 2 Ellen (1,05 m). Das Fundament bestand aus einer Schicht unregelmäßiger Steine und einer darauf ruhenden Schicht aus Kalksteinplatten. Der Hof besaß ein Pflaster aus Ziegeln, Kies und Bruchsteinen. Von der Nordkapelle ist lediglich der Fundamentgraben erhalten, vom östlichen Totentempel wurden immerhin noch die Fundamente entdeckt. Diese erlauben die Rekonstruktion eines 3,5 m breiten und 3,15 m tiefen Bauwerks mit einer geschätzten Innenhöhe von 5 Ellen (2,625 m). Außer einer Lampe aus Kalkstein sind keine Funde aus dem Kammersystem bekannt. Neben dem Grabkomplex wurden drei weitere Löcher oder Schächte im Bezirk der Königinnenpyramide gefunden, über die keine näheren Informationen vorliegen. Bei zwei von ihnen scheint es sich um Depotgruben zu handeln.
Im Schutt um die Pyramide wurden vier Fragmente von leicht überlebensgroßen Frauenstatuen aus Granit gefunden. Keines der Stücke trägt eine Namensinschrift, sie belegen aber immerhin, dass ein Totenkult für eine Königin oder Prinzessin stattgefunden hat.

#### Die Königinnenpyramide 7
Pyramide 7 hat eine Seitenlänge von 15,75 m (30 Ellen). Die ursprüngliche Höhe und der Neigungswinkel sind aufgrund des schlechten Erhaltungszustandes unbekannt. Sie ist in ihren Maßen und ihrer Ausführung annähernd identisch mit Pyramide 6. Auch hier wurde im anstehenden Gestein eine Baugrube errichtet, die bereits nach einer Tiefe von 1 m aufgegeben wurde, möglicherweise gleichzeitig mit der Grube von Pyramide 6.
15 m östlich der Pyramide befindet sich ein ost-westlich verlaufender Graben, der mit Ziegeln verkleidet und mit einem Gewölbe überspannt war. Er wurde angelegt, um eine dicke Sandschicht zu durchdringen. An seinem Ostende führt ein senkrechter Schacht nach unten. Er ist insgesamt 18 m tief. Bis zu einer Tiefe von 11 m ist er mit Ziegeln verkleidet. An seinem Grund führt ein absteigender Korridor nach Westen unter die Pyramide. Dieser ist mit Schlamm und Grundwasser gefüllt, sodass die Grabkammer bislang nicht untersucht werden konnte.
Der von der gemeinsamen Umfassungsmauer beschränkte Hof hatte die gleichen Nord-Süd-Maße wie bei Pyramide 6, war jedoch in Ost-West-Richtung minimal kürzer, wahrscheinlich wegen der direkt angrenzenden Baugrube der Königspyramide. Vom Totentempel und der Nordkapelle sind lediglich die Fundamentgräben erhalten.

#### Die Königinnenpyramide 8

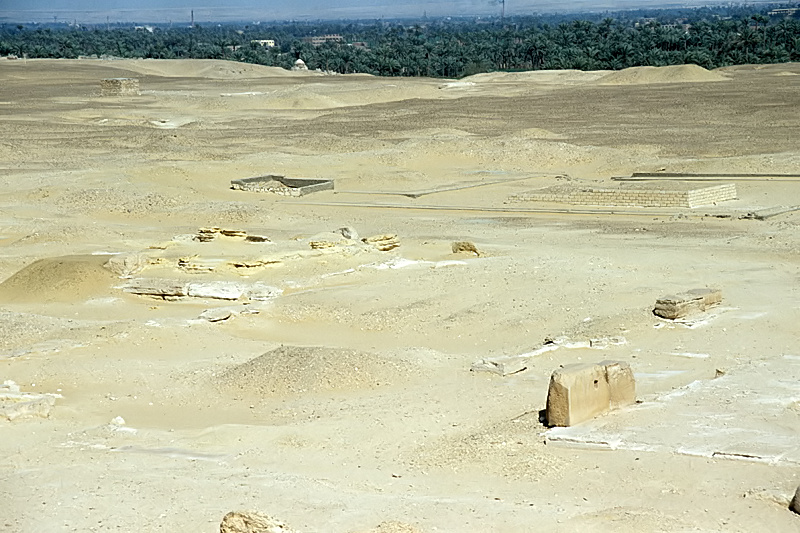
Blick auf die Überreste der Königinnenpyramiden 8 und 9

Pyramide 8 hat eine Seitenlänge von 15,75 m (30 Ellen). Die ursprüngliche Höhe und der Neigungswinkel sind aufgrund des schlechten Erhaltungszustandes unbekannt.
Die Pyramide wurde von Gautier und zwischen 1913 und 1914 erneut durch das Metropolitan Museum untersucht, aber nicht näher dokumentiert. Eine Nachuntersuchung durch Dieter Arnold stellte eine deutliche Verschlechterung des Erhaltungszustandes fest. Das Kernmauerwerk bestand aus Feldsteinen, die von Mörtel oder Schlamm zusammengehalten wurden und mehrere Stufen bildeten. Zu Beginn des 20. Jahrhunderts waren noch vier Stufen gut erhalten, bei Arnolds Untersuchung allerdings nur noch unbedeutende Reste vom Kern vorhanden. Verkleidungssteine konnten nicht mehr festgestellt werden, auch ihre Fundamente fehlten.
Den Zugang zum Kammersystem bildet ein senkrechter Schacht nördlich der Pyramide, der teilweise von der Umfassungsmauer verdeckt wird. Vom Grund des Schachts aus führt ein leicht abfallender Gang nach Süden und mündet in eine Kammer mit einer Sarkophaggrube. Südlich an diese erste Kammer schließt sich direkt unter dem Pyramidenzentrum eine zweite, längliche Kammer an. Boden, Wände und Decke des Gangs sind mit Kalksteinplatten verkleidet. Auch die beiden Kammern waren ursprünglich verkleidet, jedoch wurden die Platten von Dieben entfernt, was zum teilweisen Einsturz der Kammern führte. Wegen Einsturzgefahr betrat Gautier das Kammersystem bei seinen Untersuchungen nicht durch den eigentlichen Grabschacht, sondern grub von einem benachbarten Schacht aus einen Tunnel zum absteigenden Gang. Eine Ausgrabung der verschütteten Kammern führte er nicht durch.
Die Pyramiden 8 und 9 teilten sich eine gemeinsame Umfassungsmauer. Sie maß in Nord-Süd-Richtung 47 Ellen (24,675 m) und in Ost-West-Richtung 86 Ellen (45,15 m). Ihre Dicke betrug 1,5 Ellen (0,787 m), ihre Höhe dürfte daher bei maximal 4 Ellen (2,1 m) gelegen haben. Erhalten sind lediglich die Fundamente sowie zwei abgerundete Abschlusssteine von der Mauerkrone. Die Mauer war im Westen an die bereits vorhandene innere Umfassungsmauer der Königspyramide angebaut. Weder von einem Totentempel noch von einer Nordkapelle konnten eindeutige Spuren ausgemacht werden, lediglich ein Fundamentgraben östlich der Pyramide könnte zum Totentempel gehört haben.

#### Die Königinnenpyramide 9
Pyramide 9 hat eine Seitenlänge von 15,75 m (30 Ellen). Die ursprüngliche Höhe und der Neigungswinkel sind aufgrund des schlechten Erhaltungszustandes unbekannt. Der Kern der Pyramide besteht aus Ziegeln, seine Fundamente aus einer Mischung von Ziegeln und Steinen. Die Fundamente der Verkleidung bestehen aus einer Schicht unbehauener Kalksteinplatten, die mit einer zweiten Schicht aus bearbeiteten Platten aus Kalkstein von besserer Qualität bedeckt sind. Die Platten waren durch Klammern miteinander verbunden. Von der Verkleidung sind nur noch die backing stones vorhanden, nur ein äußerer Verkleidungsstein ist noch erhalten.
Unter allen vier Ecken der Pyramide wurden Gründungsdepots entdeckt. Hierbei handelte es sich um quadratische Gruben von 0,8 m Seitenlänge und 1 m Tiefe, die mit Kalksteintafeln abgedeckt waren. Bei den Beigaben handelt es sich um Modellgefäße, Fayence-Perlen, Schädel und Knochen von Rindern sowie Modellziegel. Die Funde befinden sich heute im Ägyptischen Museum in Kairo und im Museum des Institute for the Study of Ancient Cultures, West Asia & North Africa (bis 2023 Oriental Institute) der University of Chicago. Die Gefäße datieren typologisch in die Regierungszeit von Amenemhet II. oder Sesostris II., was ein bemerkenswert spätes Errichtungsdatum der Pyramide bedeuten würde.
Das Kammersystem der Pyramide, falls überhaupt vorhanden, ist bislang nicht entdeckt worden. Ein Schacht an der Südwestecke des Bauwerks stellte sich als Grabräubertunnel heraus. Er führt 15 m in die Tiefe und öffnet sich nach Osten zu einer kleinen Kammer, von der aus ein Schacht nordöstlich zum Pyramidenzentrum führt. Ein weiterer Schacht an der Nordostecke der Pyramide führt knapp 5 m in die Tiefe und führt dann zu einer nur grob ausgeführten Kammer. Hierbei handelt es sich offensichtlich um ein sekundäres Grab. 1989 versuchte Dieter Arnold durch das Bohren eines Schachts direkt vom Pyramidenzentrum aus die Grabkammer zu finden. Er drang bis in eine Tiefe von 13,7 m vor, ohne aber fündig zu werden. Im gleichen Jahr untersuchte er einen dritten Schacht nördlich der Umfassungsmauer der Pyramide, der bereits von Gautier verzeichnet worden war. Dieser Schacht hat eine Tiefe von 10,3 m. In 5 m Tiefe führt ein Gang oder eine Kammer nach Süden, in 6,7 m Tiefe eine weitere Kammer nach Norden. Beide sind eingestürzt und nicht näher untersucht. Am Boden des Schachts öffnet sich nach Süden eine weitere Kammer mit einer Sarkophagnische. Neben einigen Knochen wurden hier Keramikscherben gefunden, die in die 13. Dynastie datieren. Dieter Arnold hält es für möglich, dass der oberste nach Süden führende Schacht zur ursprünglichen Grabkammer der Pyramide führt.
Vom Totentempel und der Nordkapelle sind nur Fundamentreste aus Stein, bei der Nordkapelle zum Teil auch aus Ziegeln, erhalten. Im Umfeld der Pyramide wurden einige weitere Ziegelstrukturen entdeckt, die nicht zu ihren Fundamenten gehören und wohl mit temporären Baukonstruktionen in Verbindung standen.
Nördlich der Umfassungsmauer, direkt am nördlichen Grabschacht wurde von Arnold eine von Osten nach Westen ansteigende Rampe ausgegraben, die nicht mit dem Bau des Pyramidenkomplexes in Verbindung steht, sondern gemäß Keramikfunden erst in der Regierungszeit von Sesostris III. oder Amenemhet III. errichtet wurde. Ihr Zweck ist unklar. Ein weiterer Fund aus der unmittelbaren Nähe ist ein einzelnes beschriftetes Leinenbündel, das wohl während einer Mumifizierung Verwendung fand und später absichtlich niedergelegt wurde.

### Die innere Umfassungsmauer und der innere Hof

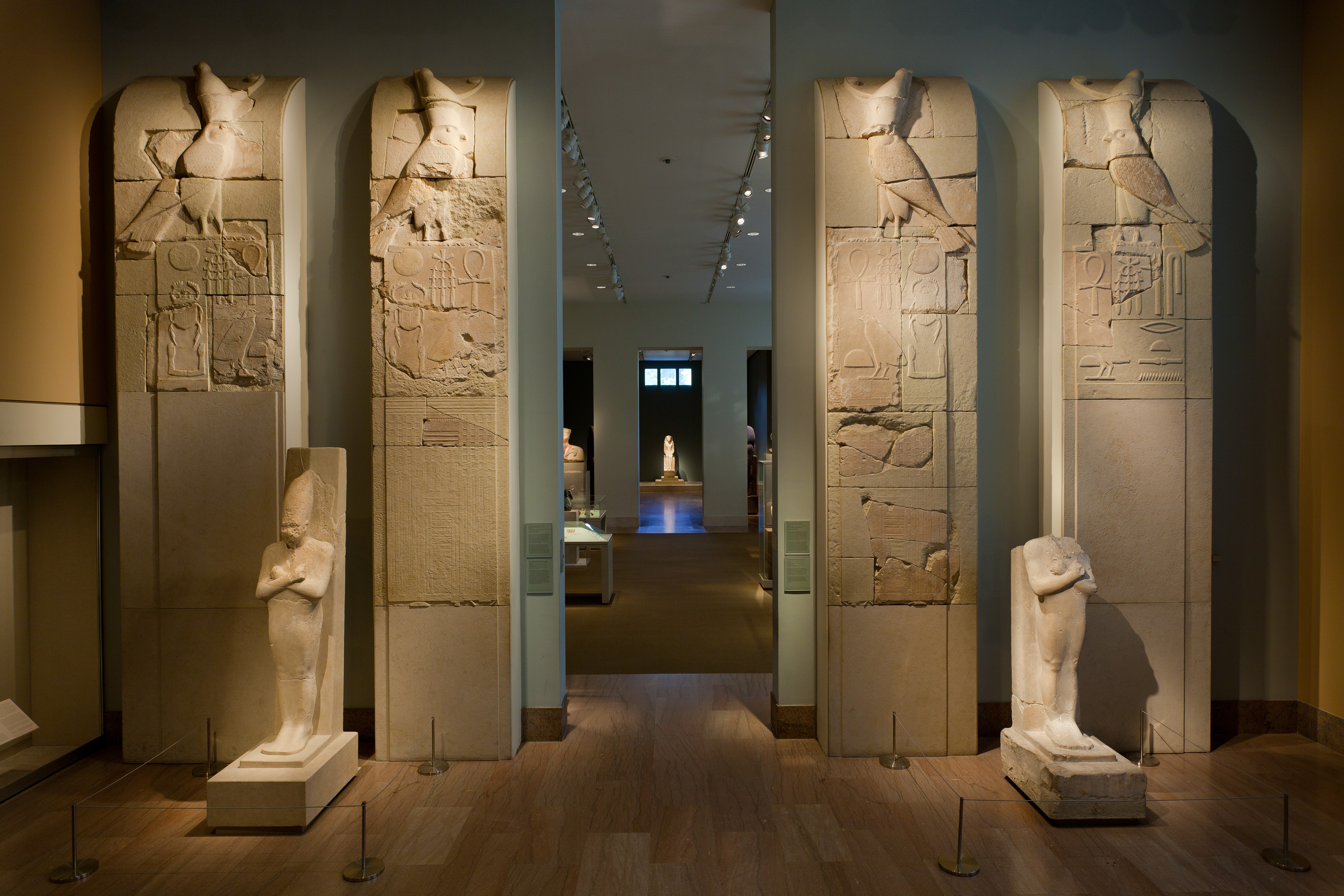
Namenstafeln von der inneren Umfassungsmauer der Sesostris-I.-Pyramide; Metropolitan Museum

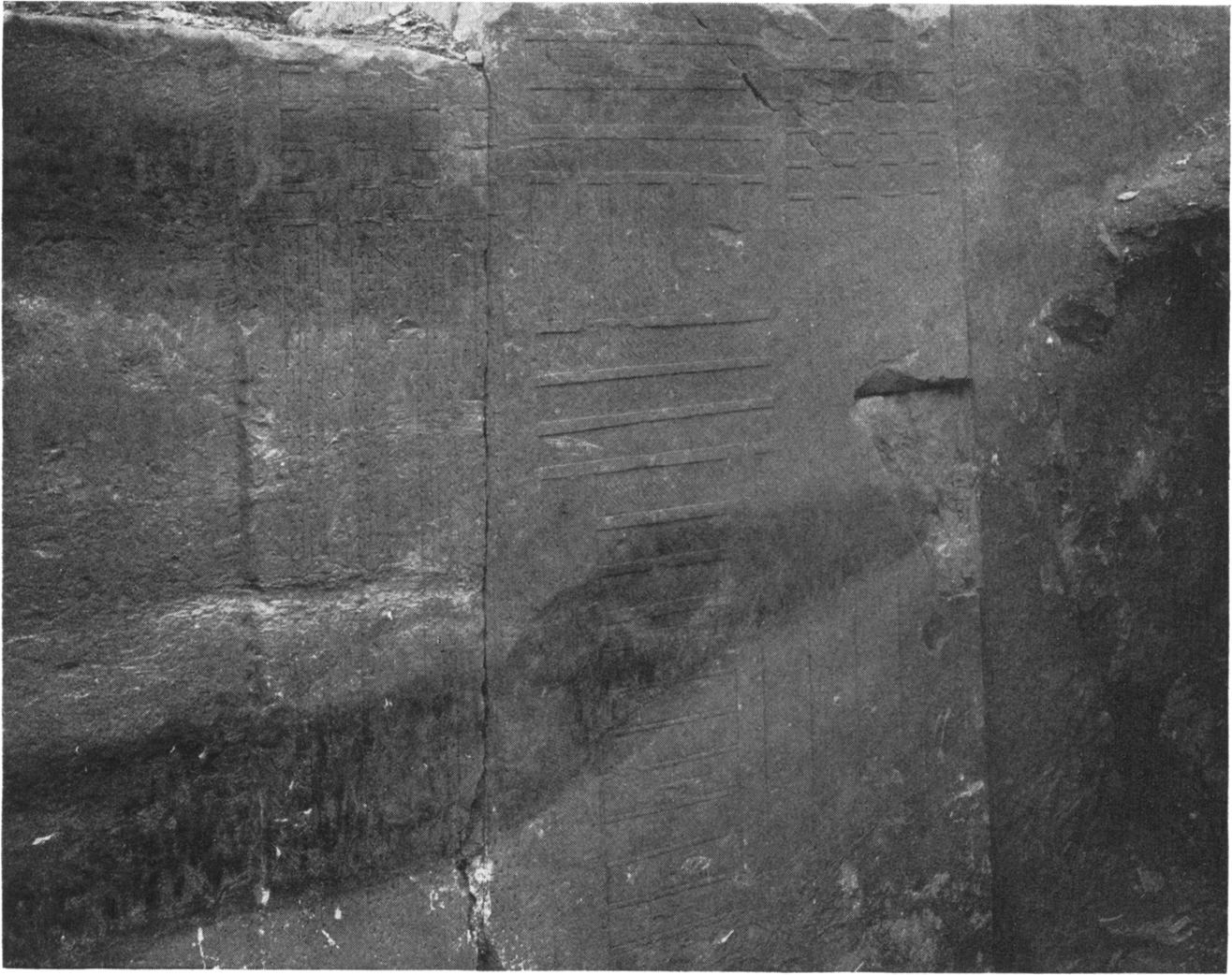
Relief in Form einer Palastfassade von der inneren Umfassungsmauer

Die innere Umfassungsmauer ist heute nahezu vollständig abgetragen. Bei den ursprünglichen Untersuchungen des Metropolitan Museums konnten Anfang des 20. Jahrhunderts Reste an der Süd- und der Westseite festgestellt werden, doch auch diese sind mittlerweile größtenteils verschwunden. Die Mauer hatte eine Dicke von 5 Ellen (2,625 m) und verjüngte sich nach oben mit einem Neigungswinkel von 82° 25′ im Westen beziehungsweise 82° 21′ im Süden, was in ägyptischen Maßen annähernd einem Böschungsverhältnis von 1 Handbreit pro Elle entspricht. Die ursprüngliche Höhe betrug vermutlich 10,5 Ellen (5,5125 m). Die Mauer bestand aus Kalksteinblöcken, die teilweise durch hölzerne Klammern verbunden waren. Den Abschluss bildete eine Reihe von einzelnen, abgerundeten Steinen. Den Mauerkern bildeten kleine, unbehauene Feldsteine.
Im Abstand von rund 5 m waren an der Mauer sowohl innen als auch außen flache, dekorierte Tafeln angebracht, die von unten nach oben eine Gaben bringende Fruchtbarkeits-Gottheit, eine Palastfassade und einen Schriftzug, der entweder den Horusnamen und den Eigennamen oder den Horusnamen und den Thronnamen von Sesostris I. zeigt. Bekrönt werden die Tafeln von einem Horusfalken, der eine Doppelkrone trägt. Mehrere dieser Tafeln befinden sich heute im Ägyptischen Museum in Kairo und im Metropolitan Museum in New York, einige weitere stehen noch in situ. Die Tafeln bilden eine Besonderheit des Bezirks der Sesostris-I.-Pyramide und kommen bei keiner anderen Umfassungsmauer vor.
Der Hof hat eine Breite von 65 Ellen (34,125 m) an der Ostseite, wo er den inneren Totentempel und die Kultpyramide umschließt, und 20 Ellen (10,50 m) an den anderen drei Seiten. Er ist mit Platten aus lokalem Kalkstein gepflastert. Im Gegensatz zum äußeren Hof weist er keinerlei zusätzliche Bauten wie Häuser oder Grabschächte auf. Lediglich an der Südseite der Pyramide stellte Gautier einen Grabräubertunnel fest, der offenbar bereits kurz nach Einstellung des Kultbetriebs, wohl in der Hyksos-Zeit, entstanden war. Der Hof war im 19. Jahrhundert nahezu komplett durch den Schutt des eingesackten Pyramidenkörpers bedeckt und wurde zunächst von Gautier und später von der Expedition des Metropolitan Museums gereinigt. Der größte Teil der Südseite sowie die Nordostecke sind bis heute nicht ausgegraben.

#### Drainagen
Zur Ableitung von Regenwasser aus dem inneren Hof wurden unter allen vier Seiten der inneren Umfassungsmauer Drainagen angelegt. Ursprünglich waren offenbar an allen vier Seiten jeweils zwei Abflussrinnen geplant, die im rechten Winkel unter der Mauer verliefen und das Wasser in große Auffangbecken ableiteten, die sich im äußeren Hof befanden. Dieses Schema wurde aber nur an der Süd- und der Westseite so durchgeführt. An der Ostseite wurde lediglich ein Abfluss gebaut, der nach dem Bau der Umfassungsmauer der Kultpyramide und aus ungeklärten Gründen später ein zweites Mal leicht nach Norden versetzt wurde. Da die Königinnenpyramide 8 sehr nah an die Ostseite der inneren Umfassungsmauer herangebaut wurde, konnte an dieser Stelle kein zweiter Abfluss angelegt werden. Wohl als Ausgleich dafür weist die Nordseite gleich drei Abflüsse auf, von denen der westlichste der ursprünglichen Konzeption entspricht. Der mittlere knickt stark nach Nordosten ab, da hier auf den Bau eines Auffangbeckens verzichtet und stattdessen ein unvollendeter Grabschacht hierzu umfunktioniert wurde. Der dritte Schacht befindet sich nahe dem Ostende der Nordseite.

#### Das Depot nahe dem Pyramideneingang
An der Innenseite der inneren Umfassungsmauer, direkt gegenüber dem Pyramideneingang wurde von der ursprünglichen Expedition des Metropolitan Museums eine kleine Deponierungsgrube gefunden, die zwischen 48 und 60 cm breit und 37 cm tief war. Beigaben wurden nicht gefunden. Möglicherweise wurde die Grube zur Einweihung der Nordkapelle oder zum königlichen Begräbnis angelegt.

#### Der Bronze-Hort
An der Nordseite der Pyramide wurde während der Grabungssaison 1933/34 innerhalb des Schutthügels etwa 36 m westlich des Pyramideneingangs, 1,30 m nördlich der Pyramidenkante und 0,28 m über dem Bodenniveau ein Korb gefunden, in dem sich ein versiegeltes Leinen-Bündel befand. Dieses enthielt etwa 70 Gegenstände aus Kupfer und Bronze. Bei diesen handelt es sich um Gefäße, Werkzeuge, Toiletten-Geräte, Bruchstücke sowie Rohkupfer. Die Gegenstände waren stark zusammengefaltet, um möglichst wenig Platz einzunehmen. Nach Ansicht von Dieter Arnold ist dies ein klares Zeichen, dass das Depot nur wegen des Materialwerts der Gegenstände angelegt wurde. Einige der gefundenen Gegenstände könnten ins Mittlere Reich datieren, die meisten stammen jedoch aus dem Neuen Reich, genauer der Thutmosidenzeit (18. Dynastie). Das Siegel des Leinen-Bündels erlaubt eine recht genaue Datierung der Niederlegung, denn es zeigt den Thronnamen von Tutanchamun.

### Die Kultpyramide

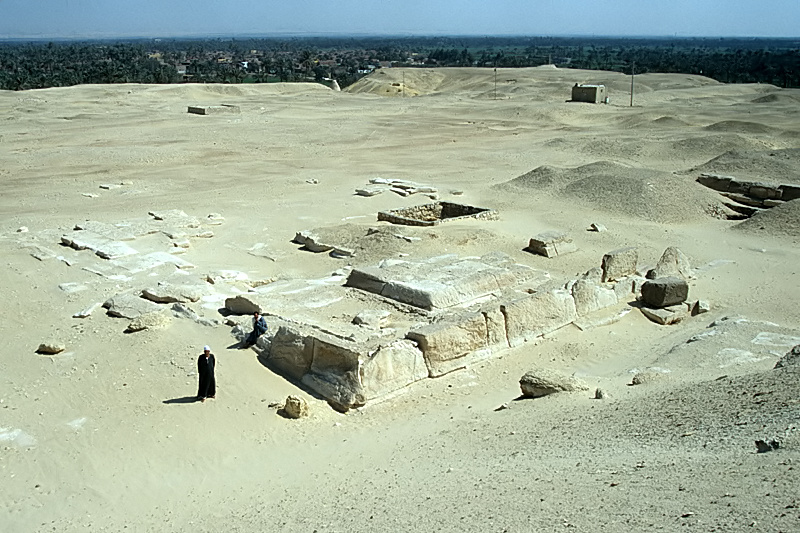
Die Kultpyramide

Die Kultpyramide hat eine ursprüngliche Seitenlänge von 15,72 m (30 Ellen) und eine ursprüngliche Höhe von 15,72 m (30 Ellen) bei einem Neigungswinkel von 63,435°. In einer späteren Bauphase wurde sie vergrößert auf eine Seitenlänge von 18,34 m (35 Ellen) und eine Höhe von 18,34 m (35 Ellen).
Die Kultpyramide befindet sich an der Südostecke der königlichen Pyramide und südlich des inneren Totentempels. Die Anlage wurde in mehreren Phasen errichtet: Der ursprüngliche Entwurf sah eine Pyramide mit einem quadratischen Grundriss von 30 Ellen (15,72 m) Seitenlänge und ebensolcher Höhe bei einem Neigungsverhältnis von 3,5 Handbreit pro Elle (63° 26′ 6″). Der Oberbau der Pyramide bestand aus einer Kalksteinverkleidung, die mit Sand und Mörtel verfüllt war.
In einer zweiten Bauphase wurde die Pyramide mit einer eigenen Umfassungsmauer umgeben. Ost- und Südseite wurden von der inneren Umfassungsmauer der Königspyramide gebildet, Nord- und Westseite wurden neu errichtet. Der Zugang zum Hof befindet sich an der Nordostecke.
In einer dritten und letzten Bauphase wurde zunächst das Hofpflaster der Kultpyramide durch zwei zusätzliche Steinlagen erhöht. Die Pyramide selbst erfuhr eine Vergrößerung durch zwei zusätzliche Lagen von Verkleidungssteinen an der Nord- und der Westseite. Sie erreichte damit nun eine Seitenlänge und Höhe von 35 Ellen (18,375 m). Dieser Umbau geschah wohl, um das Größenverhältnis von Kult- und Königspyramide an das der Vorbilder des Alten Reichs anzupassen. Dort beträgt das Verhältnis in der Regel 1:5. Um diesen Wert zu erreichen, hätte die Ka-Pyramide Sesostris' I. eigentlich eine Seitenlänge von 40 Ellen haben müssen, doch fehlte für eine so starke Erweiterung der Platz. Nach Fertigstellung der letzten Bauphase wurde zwischen der Westseite der Pyramide und ihrer Umfassungsmauer ein Depot angelegt.
Der ursprüngliche Eingang zum unterirdischen Kammersystem befindet sich unter der Südostecke der Pyramide. Er war ursprünglich von ihren Fundamenten überdeckt, das Kammersystem muss also in seiner Gänze bereits vor dem Baubeginn der Kultpyramide fertiggestellt gewesen sein. Den Zugang bildet ein senkrechter Schacht mit einer Tiefe von 17,85 m und einem Querschnitt von 3 × 5 Ellen (1,575 × 2,625 m). Er war durch eine Steinplatte verschlossen, die durch Aktivitäten von Grabräubern zerbrochen ist.
Vom Schacht aus führen zwei Gänge nach Norden und nach Süden, wo sie jeweils in einem einzelnen Raum enden. Der südliche Raum hat eine Länge von 5 Ellen (2,625 m), eine Breite von 2 Ellen (1,05 m) und eine Höhe zwischen 1,42 m und 1,44 m. Boden, Wände und Decke sind mit Kalkstein verkleidet, die Deckenverkleidung wurde aber offenbar nicht vollständig ausgeführt. An der Südwand des Raums befindet sich eine Nische zur Aufbewahrung eines unbekannten Gegenstands. Der nördliche Raum ist mit einer Länge von 3,60 m, einer Breite von 1,18 m und einer Höhe von 1,54 m etwas größer. Er besitzt keine Wandnische und weist eine vollständige Deckenverkleidung auf. Mit dem Baubeginn des Pyramidenkörpers wurde der Schacht durch zwei Kalksteinplatten verschlossen. Diese waren 77 cm bzw. 82 cm dick und in 9,90 m Tiefe in einer nischenartigen Erweiterung des Schachts angebracht.
Aus unbekannten Gründen wurde in einer späteren Bauphase ein zweiter Eingang angelegt. Die umständliche Struktur dieses Gangsystems verrät, dass die Arbeiter zu diesem Zeitpunkt nicht mehr über die genaue Lage der Kammern Bescheid wussten. Zunächst wurde etwas östlich des nördlichen Hofs der Pyramide ein weiterer senkrechter Schacht angelegt, der aber nur eine Tiefe von 14,75 m erreicht. Von dort führt zunächst ein leicht abschüssiger Korridor nach Süden. Nach 5 m beziehungsweise nach 11 m wurden zwei Tunnel nach Osten getrieben. Im zweiten wurde ein weiterer senkrechter Schacht angelegt, mit dessen Hilfe offenbar die nördliche Kammer lokalisiert werden konnte. Vom Hauptkorridor aus wurde dann ein schräg abfallender Gang gegraben, der schließlich den nördlichen Gang des alten Kammersystems erreichte.
Neben diesem nachträglichen Gangsystem existieren noch zwei offensichtliche Grabräubertunnel. Einer wurde vom oberen Ende des Hauptschachts in Richtung Pyramideninneres getrieben, aber aus unbekannten Gründen aufgegeben. Ein zweiter Schacht wurde wahrscheinlich von der nördlichen Außenseite der Umfassungsmauer bis zum Eingang des nördlichen Schachts getrieben. Dass ein solcher Umweg gewählt wurde, führt Dieter Arnold zu der Vermutung, dass der Bereich innerhalb der Umfassungsmauer verbaut war, vielleicht von einer Nordkapelle, von der sich keine Spuren erhalten haben.

## Privatgräber im Umfeld der Sesostris-I.-Pyramide
In der unmittelbaren Umgebung der königlichen Pyramide wurden mehrere größere private Grabanlagen errichtet. Nördlich befindet sich eine einzelne große Mastaba. Der Name ihres Besitzers ist nur unvollständig erhalten, möglicherweise lautete er Intef. Die Datierung des Grabes ist schwierig und kann nur anhand der Nennung von drei königlichen Horusnamen erfolgen. Der erste gehört zu Amenemhet I., die beiden folgenden sind zerstört. Es besteht die Möglichkeit einer chronologischen Abfolge, so dass die Mastaba in die Regierungszeit von Amenemhet II. zu datieren wäre. Andererseits könnten die Namen die Könige nennen, für deren Totenkult der Grabbesitzer zuständig war, sodass die Anlage deutlich jünger sein könnte. An der Südwestecke der Nord-Mastaba entdeckte bereits Gauthier ein weiteres großes Grab, das nur aus einem unterirdischen Kammersystem ohne Oberbau bestand. Dieses so genannte „French Tomb“ kann über einige architektonische Besonderheiten und Keramikfunde in die Regierungszeit von Sesostris III. datiert werden.
Nördlich des Aufwegs und nordöstlich der Pyramide befinden sich zwei weitere große Mastaba-Anlagen. Die größere der beiden gehört einem Sesostrisanch, der wahrscheinlich während der Regierungszeiten von Sesostris I. und Amenemhet II. lebte. Er trug zahlreiche Titel, die ihn als hochrangigen Priester und Handwerker, aber auch als Augenarzt auswiesen. Um die Anlage wurden in späterer Zeit zahlreiche Sekundäre Gräber angelegt, von denen eines, das Grab der Wosret, während der Ausgrabungen abgebaut wurde und heute im Metropolitan Museum ausgestellt ist. Die zweite große Grabanlage im Nordosten ist die Mastaba eines Sesostris. Sie liegt direkt südwestlich der Mastaba des Sesostrisanch und ist deutlich kleiner als diese. Sesostris bekleidete das Amt eines Haushofmeisters und lebte wohl unter Sesostris I. und Amenemhet II. Neben ihm wurde hier eine Hepi bestattet, die vermutlich seine Frau oder Tochter war.

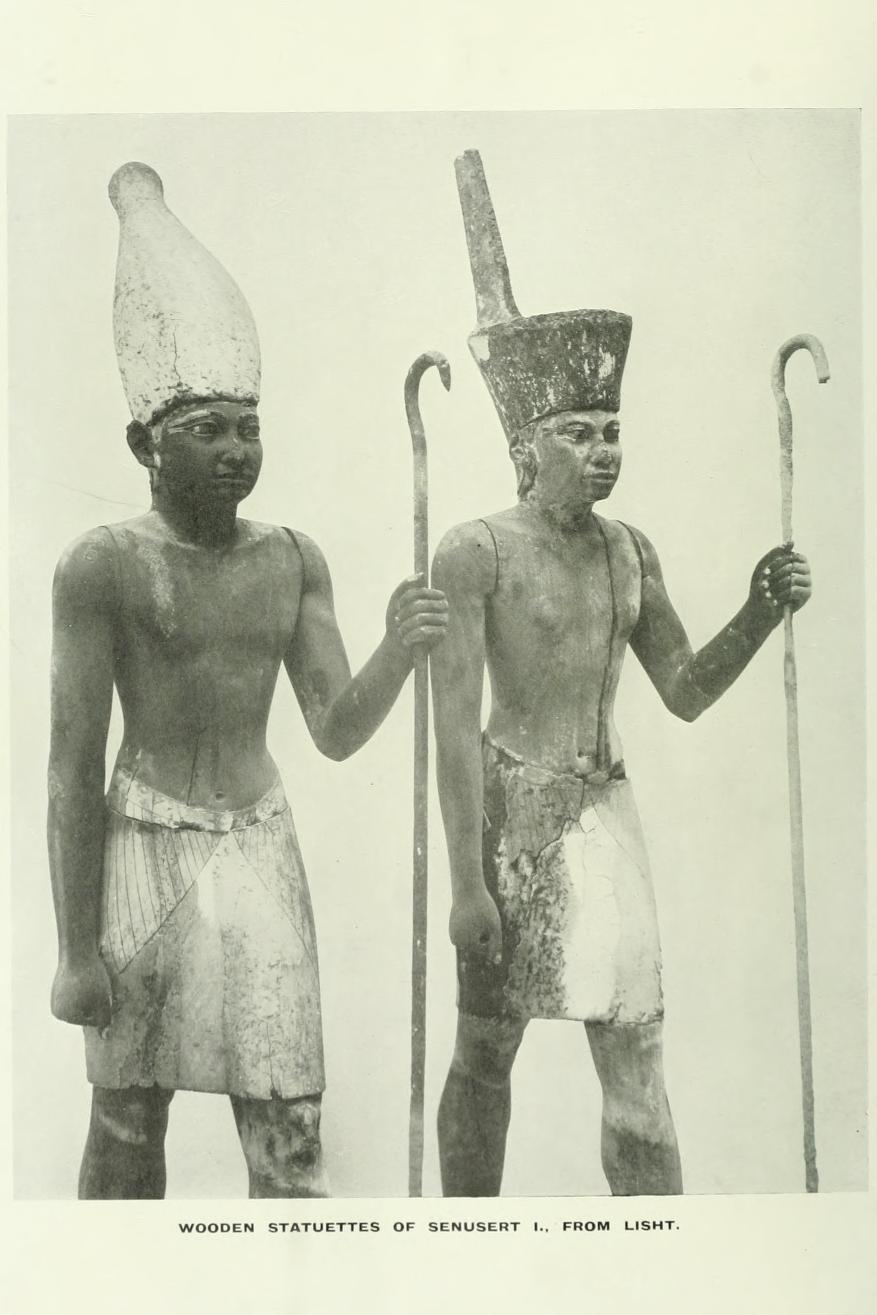
Holzstatuen Sesostris’ I. aus der Grabanlage des Imhotep

Nördlich des Totentempels und direkt östlich der äußeren Umfassungsmauer liegt die Mastaba des Imhotep. Dieser trug unter anderem die Titel eines Siegelbewahrers und eines Vorstehers aller Arbeiten. Auch er scheint unter Sesostris I. und Amenemhet II. gelebt zu haben. Neben ihm ist in der Mastaba ein weiterer Mann bestattet, dessen Name aber unbekannt ist. Die Mastaba besitzt eine innere Umfassungsmauer aus Stein und eine äußere aus Ziegeln, die außerdem eine zweite, kleinere Mastaba-artige Struktur mit einschließt. Im Grabbezirk wurden mehrere außergewöhnliche Funde gemacht, darunter zwei Gruben mit jeweils zwei Sonnenbarken sowie ein in dieser Form nirgendwo sonst belegter Schrein in der äußeren Umfassungsmauer, der zwei hölzerne Statuen Sesostris’ I. enthielt. Östlich und nördlich der Grabanlage des Imhotep erstreckt sich ein nur teilweise ergrabener Komplex von kleineren Schachtgräbern.
Auf der gegenüberliegenden Seite des Totentempels erstreckt sich ein größerer Komplex von Grabanlagen, dessen südliches Ende die Mastaba des Mentuhotep, des möglichen Architekten der königlichen Pyramide, darstellt. Das Grab besaß einen eigenen Aufweg und möglicherweise eine Talkapelle, deren Reste unter dem heutigen islamischen Friedhof verborgen sein könnten. Direkt nördlich an die Grabanlage des Mentuhotep schließt sich eine Ziegelumfassung unklarer Funktion an. Da in ihr eine podestartige Struktur festgestellt wurde, hält Dieter Arnold es für möglich, dass hier Recht gesprochen wurde. Andererseits könnte die Anlage mit dem königlichen Begräbnis oder dem Statuenkult in Verbindung gestanden haben. In der 13. Dynastie wurden hier zahlreiche einfache Grabschächte angelegt. Weiterhin wurden sieben Gruben mit zahlreichen Hunde-Kadavern entdeckt, die wohl im Mittelalter oder der Neuzeit angelegt wurden. Nordöstlich an die Umfassung schließ sich eine weitere Grabanlage, das so genannte Ostgrab, an. Da es nur teilweise ergraben wurde, ist über seinen Besitzer nichts bekannt. Da beim Bau der Ziegelumfassung auf dieses Grab Rücksicht genommen wurde, kann angenommen werden, dass es bereits unter Sesostris I. errichtet wurde.
Etwas südlich der Südostecke der äußeren Umfassungsmauer befinden sich mindestens zwei weitere große Grabanlagen. Diese als „South-Khor Tomb A“ und „South-Khor Tomb B“ bezeichneten Anlagen sind nur schlecht dokumentiert, da ihr Standort als Schutthalde genutzt wurde und die Ausgrabung in recht kurzer Zeit erfolgte. Nur Grab A wurde zu größeren Teilen ausgegraben, Anhaltspunkte zu seinem Besitzer wurden nicht gefunden. Es kann allgemein in die 12. Dynastie datiert werden. Ebenfalls in der 12. Dynastie entstand als Nachbestattung ein kleines Schachtgrab, in welchem der gut erhaltene und reich verzierte Sarg eines Cheti gefunden wurde. Von Grab B wurde nur die südwestliche Ecke angeschnitten. Nähere Angaben zu dieser Anlage liegen nicht vor.
Direkt an die Mitte der Südseite der Umfassungsmauer grenzt eine Gruppe von mindestens fünf Gräbern. Die nördlichsten hiervon sind die Gräber A und B. Der Besitzer und die genaue Zeitstellung von Grab A sind unbekannt. Grab B gehörte einem Magazinverwalter namens Djehuti. Die genaue Datierung ist unklar, aber es dürfte das jüngste Grab in dieser Gruppe sein. Grab C ist die südlichste Anlage. Es gehörte einen königlichen Siegelbewahrer, dessen Name nur unvollständig erhalten ist und mit Ip… begann. Er dürfte vermutlich während der Regierungszeit von Sesostris I. gelebt haben. Grab D befindet sich zwischen Grab B und C und dürfte etwas jünger als letzteres sein. Über den Besitzer ist nichts bekannt. Westlich von Grab D wurden einige Mauern entdeckt, die zu einem möglichen Grab E gehören. Da dieser Bereich bislang nicht genauer untersucht wurde, muss die Existenz dieses Grabes vorerst hypothetisch bleiben. Östlich von Grab D liegt Grab F. Auch hier ist über den Besitzer und die genaue Datierung nichts bekannt.
Wenig nördlich dieser Gruppe befindet sich das Grab des Haushofvorstehers Sehetepibreanch. Es kann lediglich anhand der Fundstücke identifiziert werden. Eine Statue des Grabbesitzers passt stilistisch in die Regierungszeit von Amenemhet II. oder Sesostris II. Es wurde auch ein goldener Anhänger gefunden, der den Namen von Sesostris III. trägt. Durch seine Fundlage ist es plausibel, dass er durch eine Nachbestattung in das Grab gelangte.